# Llista d'asteroides (405001-406000)
Llista d'asteroides del 405.001 al 406.000, amb data de descoberta i descobridor. És un fragment de la llista d'asteroides completa. Als asteroides se'ls dona un número quan es confirma la seva òrbita, per tant apareixen llistats aproximadament segons la data de descobriment.

## 405001-405100
| Nom    | Designació provisional | Data de descobriment   | Lloc de descobriment | Descobridor/s            |
| ------ | ---------------------- | ---------------------- | -------------------- | ------------------------ |
| 405001 | 2000 SY334             | 26 de setembre de 2000 | Haleakala            | NEAT                     |
| 405002 | 2000 SR365             | 21 de setembre de 2000 | Anderson Mesa        | LONEOS                   |
| 405003 | 2000 TX25              | 1 d'octubre de 2000    | Socorro              | LINEAR                   |
| 405004 | 2000 TU48              | 1 d'octubre de 2000    | Socorro              | LINEAR                   |
| 405005 | 2000 UJ18              | 24 d'octubre de 2000   | Socorro              | LINEAR                   |
| 405006 | 2000 UH70              | 25 d'octubre de 2000   | Socorro              | LINEAR                   |
| 405007 | 2000 VJ19              | 1 de novembre de 2000  | Socorro              | LINEAR                   |
| 405008 | 2000 VT41              | 1 de novembre de 2000  | Socorro              | LINEAR                   |
| 405009 | 2000 VO53              | 3 de novembre de 2000  | Socorro              | LINEAR                   |
| 405010 | 2000 WL13              | 21 de novembre de 2000 | Socorro              | LINEAR                   |
| 405011 | 2000 WT80              | 20 de novembre de 2000 | Socorro              | LINEAR                   |
| 405012 | 2000 WP170             | 24 de novembre de 2000 | Anderson Mesa        | LONEOS                   |
| 405013 | 2000 YK94              | 20 de desembre de 2000 | Kitt Peak            | Spacewatch               |
| 405014 | 2001 CZ28              | 2 de febrer de 2001    | Anderson Mesa        | LONEOS                   |
| 405015 | 2001 DW23              | 17 de febrer de 2001   | Socorro              | LINEAR                   |
| 405016 | 2001 DD55              | 16 de febrer de 2001   | Kitt Peak            | Spacewatch               |
| 405017 | 2001 HE17              | 24 d'abril de 2001     | Kitt Peak            | Spacewatch               |
| 405018 | 2001 PY4               | 7 d'agost de 2001      | Haleakala            | NEAT                     |
| 405019 | 2001 PY64              | 1 d'agost de 2001      | Palomar              | NEAT                     |
| 405020 | 2001 QX                | 16 d'agost de 2001     | Socorro              | LINEAR                   |
| 405021 | 2001 QN48              | 16 d'agost de 2001     | Socorro              | LINEAR                   |
| 405022 | 2001 QX128             | 20 d'agost de 2001     | Socorro              | LINEAR                   |
| 405023 | 2001 QO130             | 20 d'agost de 2001     | Socorro              | LINEAR                   |
| 405024 | 2001 QK189             | 22 d'agost de 2001     | Socorro              | LINEAR                   |
| 405025 | 2001 QM190             | 22 d'agost de 2001     | Socorro              | LINEAR                   |
| 405026 | 2001 QU207             | 23 d'agost de 2001     | Anderson Mesa        | LONEOS                   |
| 405027 | 2001 QZ251             | 27 de juliol de 2001   | Anderson Mesa        | LONEOS                   |
| 405028 | 2001 QC257             | 25 d'agost de 2001     | Socorro              | LINEAR                   |
| 405029 | 2001 QH288             | 17 d'agost de 2001     | Palomar              | NEAT                     |
| 405030 | 2001 RD9               | 8 de setembre de 2001  | Socorro              | LINEAR                   |
| 405031 | 2001 RO36              | 8 de setembre de 2001  | Socorro              | LINEAR                   |
| 405032 | 2001 RO39              | 10 de setembre de 2001 | Socorro              | LINEAR                   |
| 405033 | 2001 RD98              | 12 de setembre de 2001 | Kitt Peak            | Spacewatch               |
| 405034 | 2001 RW111             | 12 de setembre de 2001 | Socorro              | LINEAR                   |
| 405035 | 2001 RO113             | 12 de setembre de 2001 | Socorro              | LINEAR                   |
| 405036 | 2001 RT119             | 12 de setembre de 2001 | Socorro              | LINEAR                   |
| 405037 | 2001 SQ24              | 16 de setembre de 2001 | Socorro              | LINEAR                   |
| 405038 | 2001 SS48              | 16 de setembre de 2001 | Socorro              | LINEAR                   |
| 405039 | 2001 SJ60              | 17 de setembre de 2001 | Socorro              | LINEAR                   |
| 405040 | 2001 SC85              | 11 de setembre de 2001 | Anderson Mesa        | LONEOS                   |
| 405041 | 2001 SO89              | 20 de setembre de 2001 | Socorro              | LINEAR                   |
| 405042 | 2001 SY102             | 20 de setembre de 2001 | Socorro              | LINEAR                   |
| 405043 | 2001 SM116             | 21 de setembre de 2001 | Socorro              | LINEAR                   |
| 405044 | 2001 SB127             | 16 de setembre de 2001 | Socorro              | LINEAR                   |
| 405045 | 2001 SM129             | 16 de setembre de 2001 | Socorro              | LINEAR                   |
| 405046 | 2001 SR166             | 11 de setembre de 2001 | Anderson Mesa        | LONEOS                   |
| 405047 | 2001 SL185             | 19 de setembre de 2001 | Socorro              | LINEAR                   |
| 405048 | 2001 SP191             | 19 de setembre de 2001 | Socorro              | LINEAR                   |
| 405049 | 2001 SK193             | 26 d'agost de 2001     | Kitt Peak            | Spacewatch               |
| 405050 | 2001 SM198             | 19 de setembre de 2001 | Socorro              | LINEAR                   |
| 405051 | 2001 SL199             | 12 de setembre de 2001 | Socorro              | LINEAR                   |
| 405052 | 2001 SR215             | 19 de setembre de 2001 | Socorro              | LINEAR                   |
| 405053 | 2001 SQ225             | 19 de setembre de 2001 | Socorro              | LINEAR                   |
| 405054 | 2001 SJ255             | 19 de setembre de 2001 | Socorro              | LINEAR                   |
| 405055 | 2001 SN259             | 20 de setembre de 2001 | Socorro              | LINEAR                   |
| 405056 | 2001 SN287             | 21 de setembre de 2001 | Palomar              | NEAT                     |
| 405057 | 2001 SO352             | 24 de setembre de 2001 | Palomar              | NEAT                     |
| 405058 | 2001 TX16              | 13 d'octubre de 2001   | Socorro              | LINEAR                   |
| 405059 | 2001 TO17              | 14 d'octubre de 2001   | Ondřejov             | P. Pravec                |
| 405060 | 2001 TT18              | 11 d'octubre de 2001   | Eskridge             | G. Hug                   |
| 405061 | 2001 TC30              | 20 de setembre de 2001 | Socorro              | LINEAR                   |
| 405062 | 2001 TN52              | 13 d'octubre de 2001   | Socorro              | LINEAR                   |
| 405063 | 2001 TL86              | 14 d'octubre de 2001   | Socorro              | LINEAR                   |
| 405064 | 2001 TV153             | 13 d'octubre de 2001   | Palomar              | NEAT                     |
| 405065 | 2001 TA162             | 23 de setembre de 2001 | Socorro              | LINEAR                   |
| 405066 | 2001 TS182             | 14 d'octubre de 2001   | Socorro              | LINEAR                   |
| 405067 | 2001 TM183             | 14 d'octubre de 2001   | Socorro              | LINEAR                   |
| 405068 | 2001 TH225             | 17 de setembre de 2001 | Anderson Mesa        | LONEOS                   |
| 405069 | 2001 TG231             | 15 d'octubre de 2001   | Palomar              | NEAT                     |
| 405070 | 2001 TN257             | 10 d'octubre de 2001   | Palomar              | NEAT                     |
| 405071 | 2001 TT258             | 14 d'octubre de 2001   | Apache Point         | Sloan Digital Sky Survey |
| 405072 | 2001 UT8               | 20 de setembre de 2001 | Socorro              | LINEAR                   |
| 405073 | 2001 UL43              | 17 d'octubre de 2001   | Socorro              | LINEAR                   |
| 405074 | 2001 UU58              | 15 d'octubre de 2001   | Kitt Peak            | Spacewatch               |
| 405075 | 2001 UU62              | 20 de setembre de 2001 | Socorro              | LINEAR                   |
| 405076 | 2001 UP72              | 20 d'octubre de 2001   | Haleakala            | NEAT                     |
| 405077 | 2001 US77              | 17 d'octubre de 2001   | Socorro              | LINEAR                   |
| 405078 | 2001 UK85              | 16 d'octubre de 2001   | Kitt Peak            | Spacewatch               |
| 405079 | 2001 UB105             | 20 d'octubre de 2001   | Socorro              | LINEAR                   |
| 405080 | 2001 UL142             | 23 d'octubre de 2001   | Socorro              | LINEAR                   |
| 405081 | 2001 UH172             | 18 d'octubre de 2001   | Palomar              | NEAT                     |
| 405082 | 2001 UO204             | 14 d'octubre de 2001   | Socorro              | LINEAR                   |
| 405083 | 2001 UG209             | 20 d'octubre de 2001   | Socorro              | LINEAR                   |
| 405084 | 2001 UG218             | 26 d'octubre de 2001   | Kitt Peak            | Spacewatch               |
| 405085 | 2001 UQ231             | 11 de setembre de 2001 | Kitt Peak            | Spacewatch               |
| 405086 | 2001 VS74              | 14 de novembre de 2001 | Kitt Peak            | Spacewatch               |
| 405087 | 2001 WC20              | 23 d'octubre de 2001   | Socorro              | LINEAR                   |
| 405088 | 2001 WN32              | 17 de novembre de 2001 | Socorro              | LINEAR                   |
| 405089 | 2001 WD72              | 9 de novembre de 2001  | Socorro              | LINEAR                   |
| 405090 | 2001 XK32              | 7 de desembre de 2001  | Kitt Peak            | Spacewatch               |
| 405091 | 2001 XT32              | 21 d'octubre de 2001   | Socorro              | LINEAR                   |
| 405092 | 2001 XM46              | 9 de desembre de 2001  | Socorro              | LINEAR                   |
| 405093 | 2001 XW88              | 9 de desembre de 2001  | Socorro              | LINEAR                   |
| 405094 | 2001 XE91              | 12 de novembre de 2001 | Socorro              | LINEAR                   |
| 405095 | 2001 XL141             | 20 de novembre de 2001 | Socorro              | LINEAR                   |
| 405096 | 2001 XF174             | 14 de desembre de 2001 | Socorro              | LINEAR                   |
| 405097 | 2001 XY198             | 14 de desembre de 2001 | Socorro              | LINEAR                   |
| 405098 | 2001 XG217             | 14 de desembre de 2001 | Socorro              | LINEAR                   |
| 405099 | 2001 XY234             | 20 de novembre de 2001 | Socorro              | LINEAR                   |
| 405100 | 2001 YZ8               | 17 de desembre de 2001 | Socorro              | LINEAR                   |

## 405101-405200
| Nom    | Designació provisional | Data de descobriment   | Lloc de descobriment | Descobridor/s                        |
| ------ | ---------------------- | ---------------------- | -------------------- | ------------------------------------ |
| 405101 | 2001 YQ14              | 7 de desembre de 2001  | Kitt Peak            | Spacewatch                           |
| 405102 | 2002 AZ43              | 6 de gener de 2002     | Kitt Peak            | Spacewatch                           |
| 405103 | 2002 AH55              | 24 de desembre de 2001 | Kitt Peak            | Spacewatch                           |
| 405104 | 2002 AN68              | 12 de gener de 2002    | Kitt Peak            | Spacewatch                           |
| 405105 | 2002 BJ26              | 27 de novembre de 2001 | Socorro              | LINEAR                               |
| 405106 | 2002 CE60              | 6 de febrer de 2002    | Socorro              | LINEAR                               |
| 405107 | 2002 CY70              | 7 de febrer de 2002    | Socorro              | LINEAR                               |
| 405108 | 2002 CF98              | 7 de febrer de 2002    | Socorro              | LINEAR                               |
| 405109 | 2002 CB246             | 13 de febrer de 2002   | Kitt Peak            | Spacewatch                           |
| 405110 | 2002 CL252             | 4 de febrer de 2002    | Anderson Mesa        | LONEOS                               |
| 405111 | 2002 CG260             | 7 de febrer de 2002    | Palomar              | NEAT                                 |
| 405112 | 2002 DK19              | 17 de febrer de 2002   | Palomar              | NEAT                                 |
| 405113 | 2002 ED4               | 10 de març de 2002     | Cima Ekar            | Asiago-DLR Asteroid Survey           |
| 405114 | 2002 EE82              | 13 de març de 2002     | Palomar              | NEAT                                 |
| 405115 | 2002 EO162             | 4 de març de 2002      | Kitt Peak            | Spacewatch                           |
| 405116 | 2002 FQ15              | 16 de març de 2002     | Haleakala            | NEAT                                 |
| 405117 | 2002 FG22              | 19 de març de 2002     | Socorro              | LINEAR                               |
| 405118 | 2002 FN30              | 20 de març de 2002     | Socorro              | LINEAR                               |
| 405119 | 2002 FW33              | 20 de març de 2002     | Socorro              | LINEAR                               |
| 405120 | 2002 FS41              | 21 de març de 2002     | Kitt Peak            | Spacewatch                           |
| 405121 | 2002 GF2               | 6 d'abril de 2002      | Emerald Lane         | L. Ball                              |
| 405122 | 2002 GO2               | 4 d'abril de 2002      | Palomar              | NEAT                                 |
| 405123 | 2002 GB5               | 9 d'abril de 2002      | Terskol              | Terskol                              |
| 405124 | 2002 GS51              | 5 d'abril de 2002      | Palomar              | NEAT                                 |
| 405125 | 2002 GM112             | 10 d'abril de 2002     | Socorro              | LINEAR                               |
| 405126 | 2002 GU121             | 10 d'abril de 2002     | Socorro              | LINEAR                               |
| 405127 | 2002 GB135             | 12 d'abril de 2002     | Socorro              | LINEAR                               |
| 405128 | 2002 GU162             | 14 d'abril de 2002     | Palomar              | NEAT                                 |
| 405129 | 2002 HW8               | 19 d'abril de 2002     | Kitt Peak            | Spacewatch                           |
| 405130 | 2002 JO9               | 7 de maig de 2002      | Kitt Peak            | Spacewatch                           |
| 405131 | 2002 JV17              | 7 de maig de 2002      | Palomar              | NEAT                                 |
| 405132 | 2002 JH36              | 9 de maig de 2002      | Socorro              | LINEAR                               |
| 405133 | 2002 LB15              | 6 de juny de 2002      | Socorro              | LINEAR                               |
| 405134 | 2002 PU110             | 13 d'agost de 2002     | Anderson Mesa        | LONEOS                               |
| 405135 | 2002 PJ177             | 11 d'agost de 2002     | Palomar              | NEAT                                 |
| 405136 | 2002 PK180             | 8 d'agost de 2002      | Palomar              | NEAT                                 |
| 405137 | 2002 PE202             | 25 d'agost de 1998     | Caussols             | ODAS                                 |
| 405138 | 2002 QC3               | 16 d'agost de 2002     | Palomar              | NEAT                                 |
| 405139 | 2002 QE34              | 29 d'agost de 2002     | Palomar              | NEAT                                 |
| 405140 | 2002 QR121             | 16 d'agost de 2002     | Palomar              | NEAT                                 |
| 405141 | 2002 QP138             | 17 d'agost de 2002     | Palomar              | NEAT                                 |
| 405142 | 2002 RF179             | 14 de setembre de 2002 | Kitt Peak            | Spacewatch                           |
| 405143 | 2002 RZ182             | 11 de setembre de 2002 | Palomar              | NEAT                                 |
| 405144 | 2002 RD218             | 25 de setembre de 1998 | Anderson Mesa        | LONEOS                               |
| 405145 | 2002 RS245             | 1 de setembre de 2002  | Palomar              | NEAT                                 |
| 405146 | 2002 RJ255             | 15 de setembre de 2002 | Palomar              | NEAT                                 |
| 405147 | 2002 RD266             | 13 de setembre de 2002 | Palomar              | NEAT                                 |
| 405148 | 2002 RN288             | 27 d'abril de 2001     | Kitt Peak            | Spacewatch                           |
| 405149 | 2002 SE12              | 15 de setembre de 2002 | Xinglong             | Beijing Schmidt CCD Asteroid Program |
| 405150 | 2002 ST48              | 30 de setembre de 2002 | Socorro              | LINEAR                               |
| 405151 | 2002 SH64              | 16 de setembre de 2002 | Palomar              | NEAT                                 |
| 405152 | 2002 TM                | 1 d'octubre de 2002    | Anderson Mesa        | LONEOS                               |
| 405153 | 2002 TH64              | 3 d'octubre de 2002    | Campo Imperatore     | CINEOS                               |
| 405154 | 2002 TN64              | 5 d'octubre de 2002    | Fountain Hills       | C. W. Juels, P. R. Holvorcem         |
| 405155 | 2002 TY97              | 3 d'octubre de 2002    | Palomar              | NEAT                                 |
| 405156 | 2002 TW149             | 5 d'octubre de 2002    | Palomar              | NEAT                                 |
| 405157 | 2002 TW209             | 6 d'octubre de 2002    | Haleakala            | NEAT                                 |
| 405158 | 2002 TS244             | 10 d'octubre de 2002   | Palomar              | NEAT                                 |
| 405159 | 2002 TS312             | 4 d'octubre de 2002    | Apache Point         | Sloan Digital Sky Survey             |
| 405160 | 2002 TX333             | 5 d'octubre de 2002    | Apache Point         | Sloan Digital Sky Survey             |
| 405161 | 2002 TX348             | 5 d'octubre de 2002    | Apache Point         | Sloan Digital Sky Survey             |
| 405162 | 2002 TG367             | 10 d'octubre de 2002   | Apache Point         | Sloan Digital Sky Survey             |
| 405163 | 2002 UD32              | 30 d'octubre de 2002   | Haleakala            | NEAT                                 |
| 405164 | 2002 UY32              | 31 d'octubre de 2002   | Anderson Mesa        | LONEOS                               |
| 405165 | 2002 UG37              | 31 d'octubre de 2002   | Anderson Mesa        | LONEOS                               |
| 405166 | 2002 UO71              | 4 de març de 2000      | Socorro              | LINEAR                               |
| 405167 | 2002 VF13              | 4 de novembre de 2002  | Palomar              | NEAT                                 |
| 405168 | 2002 VL46              | 5 de novembre de 2002  | Palomar              | NEAT                                 |
| 405169 | 2002 VO56              | 6 de novembre de 2002  | Anderson Mesa        | LONEOS                               |
| 405170 | 2002 VK64              | 6 de novembre de 2002  | Haleakala            | NEAT                                 |
| 405171 | 2002 VN102             | 5 d'octubre de 2002    | Socorro              | LINEAR                               |
| 405172 | 2002 VE105             | 12 de novembre de 2002 | Socorro              | LINEAR                               |
| 405173 | 2002 VM106             | 12 de novembre de 2002 | Socorro              | LINEAR                               |
| 405174 | 2002 VR106             | 12 de novembre de 2002 | Socorro              | LINEAR                               |
| 405175 | 2002 VF113             | 13 de novembre de 2002 | Palomar              | NEAT                                 |
| 405176 | 2002 VB123             | 13 de novembre de 2002 | Palomar              | NEAT                                 |
| 405177 | 2002 VX125             | 14 de novembre de 2002 | Palomar              | NEAT                                 |
| 405178 | 2002 VN133             | 5 de novembre de 2002  | Socorro              | LINEAR                               |
| 405179 | 2002 WT1               | 23 de novembre de 2002 | Palomar              | NEAT                                 |
| 405180 | 2002 WF2               | 23 de novembre de 2002 | Palomar              | NEAT                                 |
| 405181 | 2002 XA22              | 2 de desembre de 2002  | Haleakala            | NEAT                                 |
| 405182 | 2002 XU117             | 10 de desembre de 2002 | Palomar              | NEAT                                 |
| 405183 | 2002 YS15              | 31 de desembre de 2002 | Kitt Peak            | Spacewatch                           |
| 405184 | 2003 AC15              | 3 de gener de 2003     | Socorro              | LINEAR                               |
| 405185 | 2003 AQ21              | 5 de gener de 2003     | Socorro              | LINEAR                               |
| 405186 | 2003 AF42              | 7 de gener de 2003     | Socorro              | LINEAR                               |
| 405187 | 2003 AV66              | 7 de gener de 2003     | Socorro              | LINEAR                               |
| 405188 | 2003 AM75              | 10 de gener de 2003    | Socorro              | LINEAR                               |
| 405189 | 2003 BO1               | 25 de gener de 2003    | Palomar              | NEAT                                 |
| 405190 | 2003 BK4               | 25 de gener de 2003    | La Silla             | A. Boattini, H. Scholl               |
| 405191 | 2003 BE5               | 24 de gener de 2003    | La Silla             | A. Boattini, H. Scholl               |
| 405192 | 2003 BM30              | 27 de gener de 2003    | Socorro              | LINEAR                               |
| 405193 | 2003 BJ59              | 27 de gener de 2003    | Socorro              | LINEAR                               |
| 405194 | 2003 CD1               | 1 de febrer de 2003    | Palomar              | NEAT                                 |
| 405195 | 2003 CX18              | 8 de febrer de 2003    | Anderson Mesa        | LONEOS                               |
| 405196 | 2003 CQ25              | 6 de febrer de 2003    | Socorro              | LINEAR                               |
| 405197 | 2003 DU4               | 22 de febrer de 2003   | Palomar              | NEAT                                 |
| 405198 | 2003 DU21              | 28 de febrer de 2003   | Socorro              | LINEAR                               |
| 405199 | 2003 DW21              | 28 de febrer de 2003   | Socorro              | LINEAR                               |
| 405200 | 2003 EE50              | 11 de març de 2003     | Palomar              | NEAT                                 |

## 405201-405300
| Nom             | Designació provisional | Data de descobriment   | Lloc de descobriment | Descobridor/s            |
| --------------- | ---------------------- | ---------------------- | -------------------- | ------------------------ |
| 405201          | 2003 FF3               | 26 de febrer de 2003   | Socorro              | LINEAR                   |
| 405202          | 2003 FW74              | 26 de març de 2003     | Palomar              | NEAT                     |
| 405203          | 2003 GC57              | 7 d'abril de 2003      | Desert Eagle         | W. K. Y. Yeung           |
| 405204          | 2003 HP8               | 25 d'abril de 2003     | Anderson Mesa        | LONEOS                   |
| 405205          | 2003 HS29              | 28 d'abril de 2003     | Anderson Mesa        | LONEOS                   |
| 405206          | 2003 HK42              | 28 d'abril de 2003     | Anderson Mesa        | LONEOS                   |
| 405207 Konstanz | 2003 KP18              | 24 de maig de 2003     | Kleť                 | J. Tichá, M. Tichý       |
| 405208          | 2003 ND10              | 3 de juliol de 2003    | Kitt Peak            | Spacewatch               |
| 405209          | 2003 OV2               | 23 de juliol de 2003   | Palomar              | NEAT                     |
| 405210          | 2003 OY10              | 27 de juliol de 2003   | Reedy Creek          | J. Broughton             |
| 405211          | 2003 PD6               | 1 d'agost de 2003      | Socorro              | LINEAR                   |
| 405212          | 2003 QC10              | 22 d'agost de 2003     | Socorro              | LINEAR                   |
| 405213          | 2003 QN14              | 20 d'agost de 2003     | Palomar              | NEAT                     |
| 405214          | 2003 QC39              | 22 d'agost de 2003     | Palomar              | NEAT                     |
| 405215          | 2003 QH48              | 20 d'agost de 2003     | Palomar              | NEAT                     |
| 405216          | 2003 QL59              | 23 d'agost de 2003     | Socorro              | LINEAR                   |
| 405217          | 2003 QD72              | 26 d'agost de 2003     | Socorro              | LINEAR                   |
| 405218          | 2003 QV111             | 31 d'agost de 2003     | Haleakala            | NEAT                     |
| 405219          | 2003 QY114             | 22 d'agost de 2003     | Palomar              | NEAT                     |
| 405220          | 2003 RM2               | 1 de setembre de 2003  | Socorro              | LINEAR                   |
| 405221          | 2003 RM3               | 1 de setembre de 2003  | Socorro              | LINEAR                   |
| 405222          | 2003 RV20              | 26 d'agost de 2003     | Socorro              | LINEAR                   |
| 405223          | 2003 SK31              | 18 de setembre de 2003 | Kitt Peak            | Spacewatch               |
| 405224          | 2003 SO32              | 16 de setembre de 2003 | Palomar              | NEAT                     |
| 405225          | 2003 SW33              | 18 de setembre de 2003 | Socorro              | LINEAR                   |
| 405226          | 2003 SA41              | 17 de setembre de 2003 | Palomar              | NEAT                     |
| 405227          | 2003 SA43              | 16 de setembre de 2003 | Anderson Mesa        | LONEOS                   |
| 405228          | 2003 SP62              | 17 de setembre de 2003 | Kitt Peak            | Spacewatch               |
| 405229          | 2003 SA66              | 18 de setembre de 2003 | Socorro              | LINEAR                   |
| 405230          | 2003 SJ79              | 19 de setembre de 2003 | Kitt Peak            | Spacewatch               |
| 405231          | 2003 SJ83              | 18 de setembre de 2003 | Kitt Peak            | Spacewatch               |
| 405232          | 2003 SU90              | 18 de setembre de 2003 | Socorro              | LINEAR                   |
| 405233          | 2003 SH111             | 18 de setembre de 2003 | Campo Imperatore     | CINEOS                   |
| 405234          | 2003 SU117             | 16 de setembre de 2003 | Palomar              | NEAT                     |
| 405235          | 2003 SS121             | 17 de setembre de 2003 | Kitt Peak            | Spacewatch               |
| 405236          | 2003 SU121             | 17 de setembre de 2003 | Palomar              | NEAT                     |
| 405237          | 2003 SL130             | 20 de setembre de 2003 | Socorro              | LINEAR                   |
| 405238          | 2003 SW131             | 18 de setembre de 2003 | Kitt Peak            | Spacewatch               |
| 405239          | 2003 SU132             | 19 de setembre de 2003 | Kitt Peak            | Spacewatch               |
| 405240          | 2003 ST133             | 18 de setembre de 2003 | Palomar              | NEAT                     |
| 405241          | 2003 SC140             | 18 de setembre de 2003 | Campo Imperatore     | CINEOS                   |
| 405242          | 2003 SM141             | 19 de setembre de 2003 | Palomar              | NEAT                     |
| 405243          | 2003 SL151             | 17 de setembre de 2003 | Haleakala            | NEAT                     |
| 405244          | 2003 SV154             | 19 de setembre de 2003 | Anderson Mesa        | LONEOS                   |
| 405245          | 2003 SP179             | 19 de setembre de 2003 | Palomar              | NEAT                     |
| 405246          | 2003 SB187             | 22 de setembre de 2003 | Anderson Mesa        | LONEOS                   |
| 405247          | 2003 SG202             | 22 de setembre de 2003 | Anderson Mesa        | LONEOS                   |
| 405248          | 2003 SN203             | 22 de setembre de 2003 | Anderson Mesa        | LONEOS                   |
| 405249          | 2003 SD206             | 23 de setembre de 2003 | Palomar              | NEAT                     |
| 405250          | 2003 SE206             | 2 de setembre de 2003  | Socorro              | LINEAR                   |
| 405251          | 2003 ST230             | 24 de setembre de 2003 | Palomar              | NEAT                     |
| 405252          | 2003 SL244             | 17 de setembre de 2003 | Kitt Peak            | Spacewatch               |
| 405253          | 2003 SZ248             | 26 de setembre de 2003 | Socorro              | LINEAR                   |
| 405254          | 2003 SR264             | 28 de setembre de 2003 | Socorro              | LINEAR                   |
| 405255          | 2003 SY264             | 28 de setembre de 2003 | Socorro              | LINEAR                   |
| 405256          | 2003 SY265             | 29 de setembre de 2003 | Socorro              | LINEAR                   |
| 405257          | 2003 SZ265             | 29 de setembre de 2003 | Socorro              | LINEAR                   |
| 405258          | 2003 SS266             | 29 de setembre de 2003 | Socorro              | LINEAR                   |
| 405259          | 2003 SR269             | 28 de setembre de 2003 | Goodricke-Pigott     | R. A. Tucker             |
| 405260          | 2003 SY285             | 20 de setembre de 2003 | Kitt Peak            | Spacewatch               |
| 405261          | 2003 SB287             | 29 de setembre de 2003 | Kitt Peak            | Spacewatch               |
| 405262          | 2003 SK288             | 28 de setembre de 2003 | Desert Eagle         | W. K. Y. Yeung           |
| 405263          | 2003 SQ301             | 17 de setembre de 2003 | Palomar              | NEAT                     |
| 405264          | 2003 SF311             | 29 de setembre de 2003 | Socorro              | LINEAR                   |
| 405265          | 2003 SG313             | 18 de setembre de 2003 | Kitt Peak            | Spacewatch               |
| 405266          | 2003 SV322             | 16 de setembre de 2003 | Kitt Peak            | Spacewatch               |
| 405267          | 2003 SL324             | 17 de setembre de 2003 | Kitt Peak            | Spacewatch               |
| 405268          | 2003 SW325             | 18 de setembre de 2003 | Palomar              | NEAT                     |
| 405269          | 2003 SD326             | 18 de setembre de 2003 | Kitt Peak            | Spacewatch               |
| 405270          | 2003 SZ326             | 18 de setembre de 2003 | Kitt Peak            | Spacewatch               |
| 405271          | 2003 SV328             | 21 de setembre de 2003 | Kitt Peak            | Spacewatch               |
| 405272          | 2003 SM332             | 28 de setembre de 2003 | Kitt Peak            | Spacewatch               |
| 405273          | 2003 SJ335             | 26 de setembre de 2003 | Apache Point         | Sloan Digital Sky Survey |
| 405274          | 2003 SM336             | 27 de setembre de 2003 | Apache Point         | Sloan Digital Sky Survey |
| 405275          | 2003 SR338             | 26 de setembre de 2003 | Apache Point         | Sloan Digital Sky Survey |
| 405276          | 2003 SY338             | 26 de setembre de 2003 | Apache Point         | Sloan Digital Sky Survey |
| 405277          | 2003 SF339             | 26 de setembre de 2003 | Apache Point         | Sloan Digital Sky Survey |
| 405278          | 2003 SF340             | 28 de setembre de 2003 | Apache Point         | Sloan Digital Sky Survey |
| 405279          | 2003 SY349             | 18 de setembre de 2003 | Kitt Peak            | Spacewatch               |
| 405280          | 2003 SZ365             | 16 de setembre de 2003 | Kitt Peak            | Spacewatch               |
| 405281          | 2003 SD400             | 26 de setembre de 2003 | Apache Point         | Sloan Digital Sky Survey |
| 405282          | 2003 SQ402             | 27 de setembre de 2003 | Kitt Peak            | Spacewatch               |
| 405283          | 2003 SW404             | 27 de setembre de 2003 | Apache Point         | Sloan Digital Sky Survey |
| 405284          | 2003 SC422             | 26 de setembre de 2003 | Apache Point         | Sloan Digital Sky Survey |
| 405285          | 2003 SV424             | 25 de setembre de 2003 | Mauna Kea            | P. A. Wiegert            |
| 405286          | 2003 SY431             | 17 de setembre de 2003 | Kitt Peak            | Spacewatch               |
| 405287          | 2003 SK433             | 28 de setembre de 2003 | Apache Point         | Sloan Digital Sky Survey |
| 405288          | 2003 TL5               | 3 d'octubre de 2003    | Kitt Peak            | Spacewatch               |
| 405289          | 2003 TS8               | 3 d'octubre de 2003    | Kitt Peak            | Spacewatch               |
| 405290          | 2003 TC13              | 5 d'octubre de 2003    | Socorro              | LINEAR                   |
| 405291          | 2003 TH14              | 14 d'octubre de 2003   | Anderson Mesa        | LONEOS                   |
| 405292          | 2003 TJ16              | 15 d'octubre de 2003   | Anderson Mesa        | LONEOS                   |
| 405293          | 2003 TR16              | 14 d'octubre de 2003   | Palomar              | NEAT                     |
| 405294          | 2003 TK17              | 15 d'octubre de 2003   | Palomar              | NEAT                     |
| 405295          | 2003 TC36              | 1 d'octubre de 2003    | Kitt Peak            | Spacewatch               |
| 405296          | 2003 TW39              | 2 d'octubre de 2003    | Kitt Peak            | Spacewatch               |
| 405297          | 2003 TM54              | 5 d'octubre de 2003    | Kitt Peak            | Spacewatch               |
| 405298          | 2003 TG57              | 5 d'octubre de 2003    | Socorro              | LINEAR                   |
| 405299          | 2003 TZ58              | 2 d'octubre de 2003    | Kitt Peak            | Spacewatch               |
| 405300          | 2003 UQ                | 16 d'octubre de 2003   | Socorro              | LINEAR                   |

## 405301-405400
| Nom    | Designació provisional | Data de descobriment   | Lloc de descobriment | Descobridor/s            |
| ------ | ---------------------- | ---------------------- | -------------------- | ------------------------ |
| 405301 | 2003 UH5               | 18 d'octubre de 2003   | Wrightwood           | J. W. Young              |
| 405302 | 2003 UO7               | 28 d'agost de 2003     | Socorro              | LINEAR                   |
| 405303 | 2003 UW17              | 16 d'octubre de 2003   | Kitt Peak            | Spacewatch               |
| 405304 | 2003 UH25              | 22 d'octubre de 2003   | Kingsnake            | J. V. McClusky           |
| 405305 | 2003 UJ25              | 22 d'octubre de 2003   | Kingsnake            | J. V. McClusky           |
| 405306 | 2003 UP29              | 24 d'octubre de 2003   | Socorro              | LINEAR                   |
| 405307 | 2003 UH33              | 30 de setembre de 2003 | Kitt Peak            | Spacewatch               |
| 405308 | 2003 UQ35              | 16 d'octubre de 2003   | Kitt Peak            | Spacewatch               |
| 405309 | 2003 US57              | 16 d'octubre de 2003   | Kitt Peak            | Spacewatch               |
| 405310 | 2003 UB62              | 28 de setembre de 2003 | Anderson Mesa        | LONEOS                   |
| 405311 | 2003 UX66              | 18 d'octubre de 2003   | Socorro              | LINEAR                   |
| 405312 | 2003 UP69              | 21 de setembre de 2003 | Kitt Peak            | Spacewatch               |
| 405313 | 2003 UT81              | 17 d'octubre de 2003   | Kitt Peak            | Spacewatch               |
| 405314 | 2003 UJ82              | 19 d'octubre de 2003   | Kitt Peak            | Spacewatch               |
| 405315 | 2003 UM95              | 18 d'octubre de 2003   | Kitt Peak            | Spacewatch               |
| 405316 | 2003 UN99              | 19 d'octubre de 2003   | Anderson Mesa        | LONEOS                   |
| 405317 | 2003 UM101             | 29 de setembre de 2003 | Socorro              | LINEAR                   |
| 405318 | 2003 UW105             | 18 d'octubre de 2003   | Palomar              | NEAT                     |
| 405319 | 2003 UJ149             | 28 de setembre de 2003 | Socorro              | LINEAR                   |
| 405320 | 2003 UU164             | 21 d'octubre de 2003   | Socorro              | LINEAR                   |
| 405321 | 2003 UN165             | 21 d'octubre de 2003   | Kitt Peak            | Spacewatch               |
| 405322 | 2003 UN176             | 21 d'octubre de 2003   | Anderson Mesa        | LONEOS                   |
| 405323 | 2003 UF195             | 20 d'octubre de 2003   | Kitt Peak            | Spacewatch               |
| 405324 | 2003 UT221             | 22 d'octubre de 2003   | Kitt Peak            | Spacewatch               |
| 405325 | 2003 UM225             | 22 d'octubre de 2003   | Kitt Peak            | Spacewatch               |
| 405326 | 2003 UM235             | 19 d'octubre de 2003   | Kitt Peak            | Spacewatch               |
| 405327 | 2003 UT239             | 30 de setembre de 2003 | Kitt Peak            | Spacewatch               |
| 405328 | 2003 UH245             | 24 d'octubre de 2003   | Socorro              | LINEAR                   |
| 405329 | 2003 UW249             | 25 d'octubre de 2003   | Socorro              | LINEAR                   |
| 405330 | 2003 UP266             | 28 d'octubre de 2003   | Socorro              | LINEAR                   |
| 405331 | 2003 UV269             | 29 d'octubre de 2003   | Catalina             | CSS                      |
| 405332 | 2003 UM279             | 27 d'octubre de 2003   | Kitt Peak            | Spacewatch               |
| 405333 | 2003 UB282             | 20 de setembre de 2003 | Kitt Peak            | Spacewatch               |
| 405334 | 2003 UR296             | 28 de setembre de 2003 | Kitt Peak            | Spacewatch               |
| 405335 | 2003 UN302             | 17 d'octubre de 2003   | Kitt Peak            | Spacewatch               |
| 405336 | 2003 UW320             | 24 d'octubre de 2003   | Socorro              | LINEAR                   |
| 405337 | 2003 UL327             | 17 d'octubre de 2003   | Apache Point         | Sloan Digital Sky Survey |
| 405338 | 2003 UH328             | 17 d'octubre de 2003   | Apache Point         | Sloan Digital Sky Survey |
| 405339 | 2003 UZ328             | 17 d'octubre de 2003   | Apache Point         | Sloan Digital Sky Survey |
| 405340 | 2003 UF334             | 18 d'octubre de 2003   | Apache Point         | Sloan Digital Sky Survey |
| 405341 | 2003 UP336             | 18 d'octubre de 2003   | Apache Point         | Sloan Digital Sky Survey |
| 405342 | 2003 UE340             | 18 d'octubre de 2003   | Kitt Peak            | Spacewatch               |
| 405343 | 2003 UP340             | 18 d'octubre de 2003   | Kitt Peak            | Spacewatch               |
| 405344 | 2003 UN352             | 19 d'octubre de 2003   | Apache Point         | Sloan Digital Sky Survey |
| 405345 | 2003 UX371             | 22 d'octubre de 2003   | Kitt Peak            | Spacewatch               |
| 405346 | 2003 UX372             | 22 d'octubre de 2003   | Apache Point         | Sloan Digital Sky Survey |
| 405347 | 2003 UT401             | 19 de setembre de 2003 | Kitt Peak            | Spacewatch               |
| 405348 | 2003 UE415             | 19 d'octubre de 2003   | Kitt Peak            | Spacewatch               |
| 405349 | 2003 VU6               | 15 de novembre de 2003 | Kitt Peak            | Spacewatch               |
| 405350 | 2003 VV11              | 3 de novembre de 2003  | Socorro              | LINEAR                   |
| 405351 | 2003 WV10              | 18 de novembre de 2003 | Kitt Peak            | Spacewatch               |
| 405352 | 2003 WM27              | 16 de novembre de 2003 | Kitt Peak            | Spacewatch               |
| 405353 | 2003 WY27              | 16 de novembre de 2003 | Kitt Peak            | Spacewatch               |
| 405354 | 2003 WO39              | 19 de novembre de 2003 | Kitt Peak            | Spacewatch               |
| 405355 | 2003 WF46              | 21 de novembre de 2003 | Socorro              | LINEAR                   |
| 405356 | 2003 WM54              | 20 de novembre de 2003 | Socorro              | LINEAR                   |
| 405357 | 2003 WP58              | 18 de novembre de 2003 | Kitt Peak            | Spacewatch               |
| 405358 | 2003 WF60              | 24 d'octubre de 2003   | Socorro              | LINEAR                   |
| 405359 | 2003 WN63              | 19 de novembre de 2003 | Kitt Peak            | Spacewatch               |
| 405360 | 2003 WZ80              | 20 de novembre de 2003 | Socorro              | LINEAR                   |
| 405361 | 2003 WW98              | 20 de novembre de 2003 | Catalina             | CSS                      |
| 405362 | 2003 WT114             | 20 de novembre de 2003 | Socorro              | LINEAR                   |
| 405363 | 2003 WB116             | 20 de novembre de 2003 | Socorro              | LINEAR                   |
| 405364 | 2003 WR124             | 20 de novembre de 2003 | Socorro              | LINEAR                   |
| 405365 | 2003 WG132             | 19 de novembre de 2003 | Kitt Peak            | Spacewatch               |
| 405366 | 2003 WM151             | 26 de novembre de 2003 | Kitt Peak            | Spacewatch               |
| 405367 | 2003 WN153             | 26 de novembre de 2003 | Anderson Mesa        | LONEOS                   |
| 405368 | 2003 XO25              | 1 de desembre de 2003  | Socorro              | LINEAR                   |
| 405369 | 2003 XU37              | 4 de desembre de 2003  | Socorro              | LINEAR                   |
| 405370 | 2003 YG18              | 17 de desembre de 2003 | Kitt Peak            | Spacewatch               |
| 405371 | 2003 YK121             | 27 de desembre de 2003 | Socorro              | LINEAR                   |
| 405372 | 2003 YF152             | 29 de desembre de 2003 | Socorro              | LINEAR                   |
| 405373 | 2004 AR23              | 15 de gener de 2004    | Kitt Peak            | Spacewatch               |
| 405374 | 2004 BR29              | 18 de gener de 2004    | Palomar              | NEAT                     |
| 405375 | 2004 BN48              | 21 de gener de 2004    | Socorro              | LINEAR                   |
| 405376 | 2004 BJ69              | 18 de gener de 2004    | Kitt Peak            | Spacewatch               |
| 405377 | 2004 BK73              | 27 de desembre de 2003 | Socorro              | LINEAR                   |
| 405378 | 2004 BJ128             | 16 de gener de 2004    | Kitt Peak            | Spacewatch               |
| 405379 | 2004 BM141             | 19 de gener de 2004    | Kitt Peak            | Spacewatch               |
| 405380 | 2004 BK145             | 19 de gener de 2004    | Kitt Peak            | Spacewatch               |
| 405381 | 2004 BJ159             | 20 de gener de 2004    | Cerro Paranal        | Cerro Paranal            |
| 405382 | 2004 CK14              | 11 de febrer de 2004   | Kitt Peak            | Spacewatch               |
| 405383 | 2004 CM60              | 11 de febrer de 2004   | Palomar              | NEAT                     |
| 405384 | 2004 DS67              | 26 de febrer de 2004   | Kitt Peak            | M. W. Buie               |
| 405385 | 2004 DN70              | 26 de febrer de 2004   | Socorro              | LINEAR                   |
| 405386 | 2004 ED20              | 14 de març de 2004     | Catalina             | CSS                      |
| 405387 | 2004 EV36              | 13 de març de 2004     | Palomar              | NEAT                     |
| 405388 | 2004 EU86              | 15 de març de 2004     | Kitt Peak            | Spacewatch               |
| 405389 | 2004 EZ91              | 15 de març de 2004     | Kitt Peak            | Spacewatch               |
| 405390 | 2004 FH67              | 20 de març de 2004     | Socorro              | LINEAR                   |
| 405391 | 2004 FF72              | 17 de març de 2004     | Kitt Peak            | Spacewatch               |
| 405392 | 2004 FA76              | 17 de març de 2004     | Kitt Peak            | Spacewatch               |
| 405393 | 2004 GQ41              | 13 d'abril de 2004     | Palomar              | NEAT                     |
| 405394 | 2004 HS8               | 16 d'abril de 2004     | Socorro              | LINEAR                   |
| 405395 | 2004 HW39              | 19 d'abril de 2004     | Kitt Peak            | Spacewatch               |
| 405396 | 2004 JU4               | 11 de maig de 2004     | Anderson Mesa        | LONEOS                   |
| 405397 | 2004 LB12              | 15 de juny de 2004     | Socorro              | LINEAR                   |
| 405398 | 2004 LJ28              | 14 de juny de 2004     | Kitt Peak            | Spacewatch               |
| 405399 | 2004 OJ                | 16 de juliol de 2004   | Socorro              | LINEAR                   |
| 405400 | 2004 PB8               | 6 d'agost de 2004      | Palomar              | NEAT                     |

## 405401-405500
| Nom    | Designació provisional | Data de descobriment   | Lloc de descobriment | Descobridor/s        |
| ------ | ---------------------- | ---------------------- | -------------------- | -------------------- |
| 405401 | 2004 PH35              | 8 d'agost de 2004      | Anderson Mesa        | LONEOS               |
| 405402 | 2004 PT35              | 8 d'agost de 2004      | Anderson Mesa        | LONEOS               |
| 405403 | 2004 PJ50              | 8 d'agost de 2004      | Socorro              | LINEAR               |
| 405404 | 2004 PJ77              | 9 d'agost de 2004      | Socorro              | LINEAR               |
| 405405 | 2004 PE88              | 11 d'agost de 2004     | Socorro              | LINEAR               |
| 405406 | 2004 RN18              | 7 de setembre de 2004  | Kitt Peak            | Spacewatch           |
| 405407 | 2004 RJ23              | 26 d'agost de 2004     | Catalina             | CSS                  |
| 405408 | 2004 RA31              | 12 d'agost de 2004     | Socorro              | LINEAR               |
| 405409 | 2004 RQ72              | 8 de setembre de 2004  | Socorro              | LINEAR               |
| 405410 | 2004 RQ73              | 8 de setembre de 2004  | Socorro              | LINEAR               |
| 405411 | 2004 RT98              | 8 de setembre de 2004  | Socorro              | LINEAR               |
| 405412 | 2004 RX98              | 23 d'agost de 2004     | Kitt Peak            | Spacewatch           |
| 405413 | 2004 RZ135             | 7 de setembre de 2004  | Kitt Peak            | Spacewatch           |
| 405414 | 2004 RL145             | 23 d'agost de 2004     | Kitt Peak            | Spacewatch           |
| 405415 | 2004 RN162             | 11 de setembre de 2004 | Socorro              | LINEAR               |
| 405416 | 2004 RG172             | 9 de setembre de 2004  | Socorro              | LINEAR               |
| 405417 | 2004 RS197             | 10 de setembre de 2004 | Socorro              | LINEAR               |
| 405418 | 2004 RX204             | 12 de setembre de 2004 | Kitt Peak            | Spacewatch           |
| 405419 | 2004 RV207             | 11 de setembre de 2004 | Socorro              | LINEAR               |
| 405420 | 2004 RU240             | 10 de setembre de 2004 | Kitt Peak            | Spacewatch           |
| 405421 | 2004 RB321             | 13 de setembre de 2004 | Socorro              | LINEAR               |
| 405422 | 2004 RJ322             | 13 de setembre de 2004 | Socorro              | LINEAR               |
| 405423 | 2004 RE328             | 13 de setembre de 2004 | Anderson Mesa        | LONEOS               |
| 405424 | 2004 RS335             | 15 de setembre de 2004 | Kitt Peak            | Spacewatch           |
| 405425 | 2004 RE346             | 7 de setembre de 2004  | Kitt Peak            | Spacewatch           |
| 405426 | 2004 SL2               | 16 de setembre de 2004 | Vail-Jarnac          | Jarnac               |
| 405427 | 2004 ST9               | 17 de setembre de 2004 | Kitt Peak            | Spacewatch           |
| 405428 | 2004 ST34              | 17 de setembre de 2004 | Kitt Peak            | Spacewatch           |
| 405429 | 2004 SF35              | 25 d'agost de 2004     | Kitt Peak            | Spacewatch           |
| 405430 | 2004 SX48              | 21 de setembre de 2004 | Socorro              | LINEAR               |
| 405431 | 2004 SJ49              | 21 de setembre de 2004 | Socorro              | LINEAR               |
| 405432 | 2004 TF2               | 4 d'octubre de 2004    | Kitt Peak            | Spacewatch           |
| 405433 | 2004 TW4               | 4 d'octubre de 2004    | Kitt Peak            | Spacewatch           |
| 405434 | 2004 TT21              | 4 d'octubre de 2004    | Kitt Peak            | Spacewatch           |
| 405435 | 2004 TJ27              | 4 d'octubre de 2004    | Kitt Peak            | Spacewatch           |
| 405436 | 2004 TT35              | 4 d'octubre de 2004    | Kitt Peak            | Spacewatch           |
| 405437 | 2004 TC51              | 4 d'octubre de 2004    | Kitt Peak            | Spacewatch           |
| 405438 | 2004 TE64              | 5 d'octubre de 2004    | Kitt Peak            | Spacewatch           |
| 405439 | 2004 TG64              | 5 d'octubre de 2004    | Kitt Peak            | Spacewatch           |
| 405440 | 2004 TO78              | 4 d'octubre de 2004    | Socorro              | LINEAR               |
| 405441 | 2004 TD83              | 5 d'octubre de 2004    | Kitt Peak            | Spacewatch           |
| 405442 | 2004 TL83              | 5 d'octubre de 2004    | Kitt Peak            | Spacewatch           |
| 405443 | 2004 TT83              | 5 d'octubre de 2004    | Kitt Peak            | Spacewatch           |
| 405444 | 2004 TL84              | 5 d'octubre de 2004    | Kitt Peak            | Spacewatch           |
| 405445 | 2004 TU85              | 5 d'octubre de 2004    | Kitt Peak            | Spacewatch           |
| 405446 | 2004 TP86              | 5 d'octubre de 2004    | Kitt Peak            | Spacewatch           |
| 405447 | 2004 TV90              | 7 de setembre de 2004  | Kitt Peak            | Spacewatch           |
| 405448 | 2004 TM99              | 5 d'octubre de 2004    | Kitt Peak            | Spacewatch           |
| 405449 | 2004 TN112             | 7 d'octubre de 2004    | Palomar              | NEAT                 |
| 405450 | 2004 TR151             | 10 de setembre de 2004 | Kitt Peak            | Spacewatch           |
| 405451 | 2004 TT175             | 9 d'octubre de 2004    | Socorro              | LINEAR               |
| 405452 | 2004 TV197             | 7 d'octubre de 2004    | Kitt Peak            | Spacewatch           |
| 405453 | 2004 TB206             | 7 d'octubre de 2004    | Kitt Peak            | Spacewatch           |
| 405454 | 2004 TP221             | 7 d'octubre de 2004    | Socorro              | LINEAR               |
| 405455 | 2004 TN238             | 9 d'octubre de 2004    | Kitt Peak            | Spacewatch           |
| 405456 | 2004 TG244             | 26 d'agost de 2004     | Catalina             | CSS                  |
| 405457 | 2004 TF250             | 7 d'octubre de 2004    | Kitt Peak            | Spacewatch           |
| 405458 | 2004 TC266             | 9 d'octubre de 2004    | Kitt Peak            | Spacewatch           |
| 405459 | 2004 TX275             | 9 d'octubre de 2004    | Kitt Peak            | Spacewatch           |
| 405460 | 2004 TT276             | 9 d'octubre de 2004    | Kitt Peak            | Spacewatch           |
| 405461 | 2004 TR277             | 9 d'octubre de 2004    | Kitt Peak            | Spacewatch           |
| 405462 | 2004 TS293             | 10 d'octubre de 2004   | Kitt Peak            | Spacewatch           |
| 405463 | 2004 TT337             | 12 d'octubre de 2004   | Kitt Peak            | Spacewatch           |
| 405464 | 2004 TE338             | 12 d'octubre de 2004   | Kitt Peak            | Spacewatch           |
| 405465 | 2004 TA350             | 10 d'octubre de 2004   | Kitt Peak            | Spacewatch           |
| 405466 | 2004 TE367             | 5 d'octubre de 2004    | Palomar              | NEAT                 |
| 405467 | 2004 VP1               | 4 de novembre de 2004  | Socorro              | LINEAR               |
| 405468 | 2004 VS11              | 7 d'octubre de 2004    | Anderson Mesa        | LONEOS               |
| 405469 | 2004 VL23              | 5 de novembre de 2004  | Palomar              | NEAT                 |
| 405470 | 2004 VT34              | 3 de novembre de 2004  | Kitt Peak            | Spacewatch           |
| 405471 | 2004 VQ36              | 4 de novembre de 2004  | Kitt Peak            | Spacewatch           |
| 405472 | 2004 VX53              | 7 de novembre de 2004  | Socorro              | LINEAR               |
| 405473 | 2004 VY68              | 10 de novembre de 2004 | Kitt Peak            | Spacewatch           |
| 405474 | 2004 VO78              | 3 de novembre de 2004  | Socorro              | LINEAR               |
| 405475 | 2004 VP96              | 14 d'octubre de 1998   | Kitt Peak            | Spacewatch           |
| 405476 | 2004 VG112             | 9 de novembre de 2004  | Catalina             | CSS                  |
| 405477 | 2004 WE                | 17 de novembre de 2004 | Siding Spring        | Siding Spring Survey |
| 405478 | 2004 WN                | 4 de novembre de 2004  | Catalina             | CSS                  |
| 405479 | 2004 XR                | 1 de desembre de 2004  | Palomar              | NEAT                 |
| 405480 | 2004 XX                | 1 de desembre de 2004  | Palomar              | NEAT                 |
| 405481 | 2004 XG2               | 1 de desembre de 2004  | Palomar              | NEAT                 |
| 405482 | 2004 XT2               | 2 de desembre de 2004  | Catalina             | CSS                  |
| 405483 | 2004 XR6               | 2 de desembre de 2004  | Socorro              | LINEAR               |
| 405484 | 2004 XP11              | 3 de desembre de 2004  | Kitt Peak            | Spacewatch           |
| 405485 | 2004 XW16              | 3 de desembre de 2004  | Kitt Peak            | Spacewatch           |
| 405486 | 2004 XU18              | 8 de desembre de 2004  | Socorro              | LINEAR               |
| 405487 | 2004 XH67              | 3 de desembre de 2004  | Kitt Peak            | Spacewatch           |
| 405488 | 2004 XZ68              | 3 de novembre de 2004  | Kitt Peak            | Spacewatch           |
| 405489 | 2004 XZ91              | 11 de desembre de 2004 | Kitt Peak            | Spacewatch           |
| 405490 | 2004 XR92              | 4 de novembre de 2004  | Kitt Peak            | Spacewatch           |
| 405491 | 2004 XF103             | 14 de desembre de 2004 | Catalina             | CSS                  |
| 405492 | 2004 XE104             | 9 de desembre de 2004  | Kitt Peak            | Spacewatch           |
| 405493 | 2004 XE108             | 11 de desembre de 2004 | Socorro              | LINEAR               |
| 405494 | 2004 XY150             | 2 de desembre de 2004  | Kitt Peak            | Spacewatch           |
| 405495 | 2004 XP154             | 15 de desembre de 2004 | Kitt Peak            | Spacewatch           |
| 405496 | 2004 XL182             | 1 de desembre de 2004  | Catalina             | CSS                  |
| 405497 | 2004 XS191             | 11 de desembre de 2004 | Catalina             | CSS                  |
| 405498 | 2004 XQ192             | 2 de desembre de 2004  | Kitt Peak            | Spacewatch           |
| 405499 | 2005 AR12              | 6 de gener de 2005     | Socorro              | LINEAR               |
| 405500 | 2005 AY23              | 7 de gener de 2005     | Kitt Peak            | Spacewatch           |

## 405501-405600
| Nom    | Designació provisional | Data de descobriment   | Lloc de descobriment | Descobridor/s          |
| ------ | ---------------------- | ---------------------- | -------------------- | ---------------------- |
| 405501 | 2005 AH32              | 11 de gener de 2005    | Socorro              | LINEAR                 |
| 405502 | 2005 AY39              | 15 de gener de 2005    | Anderson Mesa        | LONEOS                 |
| 405503 | 2005 AW40              | 15 de gener de 2005    | Socorro              | LINEAR                 |
| 405504 | 2005 AN47              | 13 de gener de 2005    | Kitt Peak            | Spacewatch             |
| 405505 | 2005 AO61              | 15 de gener de 2005    | Kitt Peak            | Spacewatch             |
| 405506 | 2005 AB65              | 13 de gener de 2005    | Kitt Peak            | Spacewatch             |
| 405507 | 2005 AT68              | 13 de gener de 2005    | Kitt Peak            | Spacewatch             |
| 405508 | 2005 BG2               | 16 de gener de 2005    | Anderson Mesa        | LONEOS                 |
| 405509 | 2005 BT7               | 16 de gener de 2005    | Socorro              | LINEAR                 |
| 405510 | 2005 BD18              | 16 de gener de 2005    | Socorro              | LINEAR                 |
| 405511 | 2005 BO49              | 17 de gener de 2005    | Catalina             | CSS                    |
| 405512 | 2005 CF7               | 21 de desembre de 2004 | Catalina             | CSS                    |
| 405513 | 2005 CM27              | 2 de febrer de 2005    | Socorro              | LINEAR                 |
| 405514 | 2005 CR40              | 9 de febrer de 2005    | La Silla             | A. Boattini, H. Scholl |
| 405515 | 2005 CD44              | 2 de febrer de 2005    | Kitt Peak            | Spacewatch             |
| 405516 | 2005 CL49              | 2 de febrer de 2005    | Catalina             | CSS                    |
| 405517 | 2005 CQ61              | 9 de febrer de 2005    | Kitt Peak            | Spacewatch             |
| 405518 | 2005 CJ67              | 15 de febrer de 2005   | Gnosca               | S. Sposetti            |
| 405519 | 2005 CS80              | 1 de febrer de 2005    | Catalina             | CSS                    |
| 405520 | 2005 EA1               | 1 de març de 2005      | Kitt Peak            | Spacewatch             |
| 405521 | 2005 EQ30              | 3 de març de 2005      | Kitt Peak            | Spacewatch             |
| 405522 | 2005 EM53              | 4 de març de 2005      | Kitt Peak            | Spacewatch             |
| 405523 | 2005 EG60              | 4 de març de 2005      | Catalina             | CSS                    |
| 405524 | 2005 EC65              | 4 de març de 2005      | Socorro              | LINEAR                 |
| 405525 | 2005 EA70              | 8 de març de 2005      | Socorro              | LINEAR                 |
| 405526 | 2005 EY104             | 4 de març de 2005      | Mount Lemmon         | Mt. Lemmon Survey      |
| 405527 | 2005 EH130             | 9 de març de 2005      | Mount Lemmon         | Mt. Lemmon Survey      |
| 405528 | 2005 EZ131             | 9 de març de 2005      | Catalina             | CSS                    |
| 405529 | 2005 EQ141             | 14 de febrer de 2005   | Kitt Peak            | Spacewatch             |
| 405530 | 2005 EM159             | 9 de març de 2005      | Mount Lemmon         | Mt. Lemmon Survey      |
| 405531 | 2005 EK168             | 11 de març de 2005     | Mount Lemmon         | Mt. Lemmon Survey      |
| 405532 | 2005 EE172             | 7 de març de 2005      | Socorro              | LINEAR                 |
| 405533 | 2005 EM256             | 11 de març de 2005     | Mount Lemmon         | Mt. Lemmon Survey      |
| 405534 | 2005 EN295             | 15 de març de 2005     | Catalina             | CSS                    |
| 405535 | 2005 EN310             | 10 de març de 2005     | Mount Lemmon         | Mt. Lemmon Survey      |
| 405536 | 2005 EZ311             | 10 de març de 2005     | Mount Lemmon         | Mt. Lemmon Survey      |
| 405537 | 2005 EQ328             | 4 de març de 2005      | Mount Lemmon         | Mt. Lemmon Survey      |
| 405538 | 2005 GR3               | 1 d'abril de 2005      | Kitt Peak            | Spacewatch             |
| 405539 | 2005 GY28              | 4 d'abril de 2005      | Kitt Peak            | Spacewatch             |
| 405540 | 2005 GR38              | 4 d'abril de 2005      | Kitt Peak            | Spacewatch             |
| 405541 | 2005 GM44              | 5 d'abril de 2005      | Palomar              | NEAT                   |
| 405542 | 2005 GE49              | 5 d'abril de 2005      | Mount Lemmon         | Mt. Lemmon Survey      |
| 405543 | 2005 GN97              | 7 d'abril de 2005      | Kitt Peak            | Spacewatch             |
| 405544 | 2005 GH99              | 7 d'abril de 2005      | Kitt Peak            | Spacewatch             |
| 405545 | 2005 GN209             | 6 d'abril de 2005      | Catalina             | CSS                    |
| 405546 | 2005 JU21              | 6 de maig de 2005      | Catalina             | CSS                    |
| 405547 | 2005 JV35              | 4 de maig de 2005      | Kitt Peak            | Spacewatch             |
| 405548 | 2005 JH65              | 11 d'abril de 2005     | Kitt Peak            | Spacewatch             |
| 405549 | 2005 JO121             | 10 de maig de 2005     | Kitt Peak            | Spacewatch             |
| 405550 | 2005 JM133             | 14 de maig de 2005     | Kitt Peak            | Spacewatch             |
| 405551 | 2005 JM166             | 11 de maig de 2005     | Palomar              | NEAT                   |
| 405552 | 2005 KF5               | 18 de maig de 2005     | Palomar              | NEAT                   |
| 405553 | 2005 LP5               | 2 de juny de 2005      | Siding Spring        | Siding Spring Survey   |
| 405554 | 2005 LB7               | 1 de juny de 2005      | Kitt Peak            | Spacewatch             |
| 405555 | 2005 LQ14              | 20 de maig de 2005     | Mount Lemmon         | Mt. Lemmon Survey      |
| 405556 | 2005 ML48              | 14 de maig de 2005     | Mount Lemmon         | Mt. Lemmon Survey      |
| 405557 | 2005 NF15              | 2 de juliol de 2005    | Kitt Peak            | Spacewatch             |
| 405558 | 2005 NP43              | 6 de juliol de 2005    | Kitt Peak            | Spacewatch             |
| 405559 | 2005 NU55              | 4 de juliol de 2005    | Catalina             | CSS                    |
| 405560 | 2005 NP118             | 7 de juliol de 2005    | Mauna Kea            | C. Veillet             |
| 405561 | 2005 NQ123             | 10 de juliol de 2005   | Siding Spring        | Siding Spring Survey   |
| 405562 | 2005 OJ3               | 30 de juliol de 2005   | Campo Imperatore     | CINEOS                 |
| 405563 | 2005 OC9               | 26 de juliol de 2005   | Palomar              | NEAT                   |
| 405564 | 2005 ON27              | 31 de juliol de 2005   | Palomar              | NEAT                   |
| 405565 | 2005 QF11              | 27 d'agost de 2005     | Pla D'Arguines       | R. Ferrando            |
| 405566 | 2005 QC19              | 25 d'agost de 2005     | Campo Imperatore     | CINEOS                 |
| 405567 | 2005 QQ50              | 26 d'agost de 2005     | Palomar              | NEAT                   |
| 405568 | 2005 QB60              | 26 d'agost de 2005     | Campo Imperatore     | CINEOS                 |
| 405569 | 2005 QR65              | 27 d'agost de 2005     | Anderson Mesa        | LONEOS                 |
| 405570 | 2005 QR67              | 28 d'agost de 2005     | Kitt Peak            | Spacewatch             |
| 405571 | 2005 QE87              | 31 d'agost de 2005     | Piszkéstet&          | Piszkesteto            |
| 405572 | 2005 QR93              | 26 d'agost de 2005     | Palomar              | NEAT                   |
| 405573 | 2005 QW122             | 28 d'agost de 2005     | Kitt Peak            | Spacewatch             |
| 405574 | 2005 QB124             | 28 d'agost de 2005     | Kitt Peak            | Spacewatch             |
| 405575 | 2005 QY128             | 28 d'agost de 2005     | Kitt Peak            | Spacewatch             |
| 405576 | 2005 QY134             | 28 d'agost de 2005     | Kitt Peak            | Spacewatch             |
| 405577 | 2005 QM135             | 28 d'agost de 2005     | Kitt Peak            | Spacewatch             |
| 405578 | 2005 QB140             | 28 d'agost de 2005     | Kitt Peak            | Spacewatch             |
| 405579 | 2005 QY142             | 31 d'agost de 2005     | Kitt Peak            | Spacewatch             |
| 405580 | 2005 QZ173             | 31 d'agost de 2005     | Kitt Peak            | Spacewatch             |
| 405581 | 2005 QT189             | 29 d'agost de 2005     | Kitt Peak            | Spacewatch             |
| 405582 | 2005 RK13              | 1 de setembre de 2005  | Palomar              | NEAT                   |
| 405583 | 2005 RZ44              | 3 de setembre de 2005  | Palomar              | NEAT                   |
| 405584 | 2005 RJ48              | 1 de setembre de 2005  | Palomar              | NEAT                   |
| 405585 | 2005 SF9               | 8 d'agost de 2005      | Siding Spring        | Siding Spring Survey   |
| 405586 | 2005 ST13              | 24 de setembre de 2005 | Kitt Peak            | Spacewatch             |
| 405587 | 2005 SY14              | 26 de setembre de 2005 | Kitt Peak            | Spacewatch             |
| 405588 | 2005 SM29              | 23 de setembre de 2005 | Kitt Peak            | Spacewatch             |
| 405589 | 2005 SL30              | 1 de setembre de 2005  | Kitt Peak            | Spacewatch             |
| 405590 | 2005 SE45              | 24 de setembre de 2005 | Kitt Peak            | Spacewatch             |
| 405591 | 2005 SK46              | 24 de setembre de 2005 | Kitt Peak            | Spacewatch             |
| 405592 | 2005 SV46              | 24 de setembre de 2005 | Kitt Peak            | Spacewatch             |
| 405593 | 2005 SM55              | 25 de setembre de 2005 | Kitt Peak            | Spacewatch             |
| 405594 | 2005 SH61              | 26 de setembre de 2005 | Kitt Peak            | Spacewatch             |
| 405595 | 2005 SJ74              | 14 de setembre de 2005 | Kitt Peak            | Spacewatch             |
| 405596 | 2005 SE79              | 24 de setembre de 2005 | Kitt Peak            | Spacewatch             |
| 405597 | 2005 SR80              | 24 de setembre de 2005 | Kitt Peak            | Spacewatch             |
| 405598 | 2005 SF86              | 24 de setembre de 2005 | Kitt Peak            | Spacewatch             |
| 405599 | 2005 SD94              | 11 de setembre de 2005 | Kitt Peak            | Spacewatch             |
| 405600 | 2005 SC102             | 25 de setembre de 2005 | Kitt Peak            | Spacewatch             |

## 405601-405700
| Nom    | Designació provisional | Data de descobriment   | Lloc de descobriment | Descobridor/s     |
| ------ | ---------------------- | ---------------------- | -------------------- | ----------------- |
| 405601 | 2005 SS106             | 26 de setembre de 2005 | Kitt Peak            | Spacewatch        |
| 405602 | 2005 SU108             | 26 de setembre de 2005 | Kitt Peak            | Spacewatch        |
| 405603 | 2005 SD114             | 27 de setembre de 2005 | Kitt Peak            | Spacewatch        |
| 405604 | 2005 SV116             | 29 d'agost de 2005     | Kitt Peak            | Spacewatch        |
| 405605 | 2005 SZ131             | 29 de setembre de 2005 | Kitt Peak            | Spacewatch        |
| 405606 | 2005 SK141             | 25 de setembre de 2005 | Kitt Peak            | Spacewatch        |
| 405607 | 2005 SA145             | 25 de setembre de 2005 | Kitt Peak            | Spacewatch        |
| 405608 | 2005 SG159             | 26 de setembre de 2005 | Kitt Peak            | Spacewatch        |
| 405609 | 2005 SN166             | 28 de setembre de 2005 | Palomar              | NEAT              |
| 405610 | 2005 SL167             | 28 de setembre de 2005 | Palomar              | NEAT              |
| 405611 | 2005 SN171             | 29 de setembre de 2005 | Kitt Peak            | Spacewatch        |
| 405612 | 2005 SF176             | 29 de setembre de 2005 | Kitt Peak            | Spacewatch        |
| 405613 | 2005 SH177             | 29 de setembre de 2005 | Kitt Peak            | Spacewatch        |
| 405614 | 2005 SP177             | 29 de setembre de 2005 | Kitt Peak            | Spacewatch        |
| 405615 | 2005 SC185             | 29 de setembre de 2005 | Kitt Peak            | Spacewatch        |
| 405616 | 2005 SK185             | 29 de setembre de 2005 | Kitt Peak            | Spacewatch        |
| 405617 | 2005 SH188             | 29 de setembre de 2005 | Mount Lemmon         | Mt. Lemmon Survey |
| 405618 | 2005 SY198             | 30 de setembre de 2005 | Kitt Peak            | Spacewatch        |
| 405619 | 2005 SU200             | 30 de setembre de 2005 | Kitt Peak            | Spacewatch        |
| 405620 | 2005 SQ215             | 30 de setembre de 2005 | Catalina             | CSS               |
| 405621 | 2005 SH218             | 30 de setembre de 2005 | Palomar              | NEAT              |
| 405622 | 2005 SC228             | 24 de setembre de 2005 | Kitt Peak            | Spacewatch        |
| 405623 | 2005 SP228             | 13 de setembre de 2005 | Kitt Peak            | Spacewatch        |
| 405624 | 2005 ST230             | 30 de setembre de 2005 | Mount Lemmon         | Mt. Lemmon Survey |
| 405625 | 2005 SM267             | 29 d'agost de 2005     | Anderson Mesa        | LONEOS            |
| 405626 | 2005 SS271             | 26 de setembre de 2005 | Kitt Peak            | Spacewatch        |
| 405627 | 2005 SL275             | 29 de setembre de 2005 | Kitt Peak            | Spacewatch        |
| 405628 | 2005 SW280             | 29 de setembre de 2005 | Catalina             | CSS               |
| 405629 | 2005 TG5               | 1 d'octubre de 2005    | Catalina             | CSS               |
| 405630 | 2005 TX7               | 1 d'octubre de 2005    | Kitt Peak            | Spacewatch        |
| 405631 | 2005 TS8               | 1 d'octubre de 2005    | Kitt Peak            | Spacewatch        |
| 405632 | 2005 TZ9               | 2 d'octubre de 2005    | Palomar              | NEAT              |
| 405633 | 2005 TC28              | 1 d'octubre de 2005    | Kitt Peak            | Spacewatch        |
| 405634 | 2005 TB37              | 14 de setembre de 2005 | Kitt Peak            | Spacewatch        |
| 405635 | 2005 TF39              | 1 d'octubre de 2005    | Mount Lemmon         | Mt. Lemmon Survey |
| 405636 | 2005 TE41              | 25 de setembre de 2005 | Kitt Peak            | Spacewatch        |
| 405637 | 2005 TY43              | 3 d'octubre de 2005    | Catalina             | CSS               |
| 405638 | 2005 TR66              | 5 d'octubre de 2005    | Mount Lemmon         | Mt. Lemmon Survey |
| 405639 | 2005 TO67              | 5 d'octubre de 2005    | Mount Lemmon         | Mt. Lemmon Survey |
| 405640 | 2005 TY90              | 23 de setembre de 2005 | Kitt Peak            | Spacewatch        |
| 405641 | 2005 TK91              | 23 de setembre de 2005 | Kitt Peak            | Spacewatch        |
| 405642 | 2005 TT92              | 25 de setembre de 2005 | Kitt Peak            | Spacewatch        |
| 405643 | 2005 TJ98              | 31 d'agost de 2005     | Kitt Peak            | Spacewatch        |
| 405644 | 2005 TW100             | 1 d'octubre de 2005    | Catalina             | CSS               |
| 405645 | 2005 TF113             | 7 d'octubre de 2005    | Kitt Peak            | Spacewatch        |
| 405646 | 2005 TF115             | 7 d'octubre de 2005    | Kitt Peak            | Spacewatch        |
| 405647 | 2005 TE125             | 26 de setembre de 2005 | Kitt Peak            | Spacewatch        |
| 405648 | 2005 TY132             | 7 d'octubre de 2005    | Kitt Peak            | Spacewatch        |
| 405649 | 2005 TU138             | 8 d'octubre de 2005    | Kitt Peak            | Spacewatch        |
| 405650 | 2005 TP142             | 8 d'octubre de 2005    | Kitt Peak            | Spacewatch        |
| 405651 | 2005 TE157             | 9 d'octubre de 2005    | Kitt Peak            | Spacewatch        |
| 405652 | 2005 TS162             | 9 d'octubre de 2005    | Kitt Peak            | Spacewatch        |
| 405653 | 2005 TL197             | 11 d'octubre de 2005   | Anderson Mesa        | LONEOS            |
| 405654 | 2005 UP26              | 23 d'octubre de 2005   | Kitt Peak            | Spacewatch        |
| 405655 | 2005 UB29              | 23 d'octubre de 2005   | Catalina             | CSS               |
| 405656 | 2005 UU66              | 22 d'octubre de 2005   | Palomar              | NEAT              |
| 405657 | 2005 UY69              | 23 d'octubre de 2005   | Catalina             | CSS               |
| 405658 | 2005 UR76              | 15 de setembre de 2005 | Socorro              | LINEAR            |
| 405659 | 2005 US85              | 7 d'octubre de 2005    | Catalina             | CSS               |
| 405660 | 2005 UJ97              | 22 d'octubre de 2005   | Kitt Peak            | Spacewatch        |
| 405661 | 2005 UR105             | 22 d'octubre de 2005   | Kitt Peak            | Spacewatch        |
| 405662 | 2005 UR111             | 22 d'octubre de 2005   | Kitt Peak            | Spacewatch        |
| 405663 | 2005 UQ125             | 24 d'octubre de 2005   | Kitt Peak            | Spacewatch        |
| 405664 | 2005 UE140             | 30 de setembre de 2005 | Mount Lemmon         | Mt. Lemmon Survey |
| 405665 | 2005 UX156             | 24 d'octubre de 2005   | Kitt Peak            | Spacewatch        |
| 405666 | 2005 UC158             | 5 d'octubre de 2005    | Kitt Peak            | Spacewatch        |
| 405667 | 2005 UW170             | 24 d'octubre de 2005   | Kitt Peak            | Spacewatch        |
| 405668 | 2005 UH171             | 24 d'octubre de 2005   | Kitt Peak            | Spacewatch        |
| 405669 | 2005 UT185             | 25 d'octubre de 2005   | Mount Lemmon         | Mt. Lemmon Survey |
| 405670 | 2005 UC187             | 26 d'octubre de 2005   | Kitt Peak            | Spacewatch        |
| 405671 | 2005 UP187             | 29 de setembre de 2005 | Mount Lemmon         | Mt. Lemmon Survey |
| 405672 | 2005 UR189             | 27 d'octubre de 2005   | Mount Lemmon         | Mt. Lemmon Survey |
| 405673 | 2005 UX189             | 27 d'octubre de 2005   | Mount Lemmon         | Mt. Lemmon Survey |
| 405674 | 2005 UN192             | 27 d'octubre de 2005   | Kitt Peak            | Spacewatch        |
| 405675 | 2005 UF200             | 25 d'octubre de 2005   | Kitt Peak            | Spacewatch        |
| 405676 | 2005 UE212             | 27 d'octubre de 2005   | Kitt Peak            | Spacewatch        |
| 405677 | 2005 UZ220             | 25 d'octubre de 2005   | Kitt Peak            | Spacewatch        |
| 405678 | 2005 UL227             | 1 d'octubre de 2005    | Mount Lemmon         | Mt. Lemmon Survey |
| 405679 | 2005 US227             | 25 d'octubre de 2005   | Kitt Peak            | Spacewatch        |
| 405680 | 2005 UY240             | 25 d'octubre de 2005   | Kitt Peak            | Spacewatch        |
| 405681 | 2005 UU247             | 29 de setembre de 2005 | Mount Lemmon         | Mt. Lemmon Survey |
| 405682 | 2005 UX250             | 23 d'octubre de 2005   | Catalina             | CSS               |
| 405683 | 2005 UE269             | 25 de setembre de 2005 | Kitt Peak            | Spacewatch        |
| 405684 | 2005 UG279             | 24 d'octubre de 2005   | Kitt Peak            | Spacewatch        |
| 405685 | 2005 UR286             | 26 d'octubre de 2005   | Kitt Peak            | Spacewatch        |
| 405686 | 2005 UX305             | 27 d'octubre de 2005   | Mount Lemmon         | Mt. Lemmon Survey |
| 405687 | 2005 UH306             | 27 d'octubre de 2005   | Mount Lemmon         | Mt. Lemmon Survey |
| 405688 | 2005 UU319             | 27 d'octubre de 2005   | Kitt Peak            | Spacewatch        |
| 405689 | 2005 UA320             | 27 d'octubre de 2005   | Kitt Peak            | Spacewatch        |
| 405690 | 2005 UB323             | 22 d'octubre de 2005   | Kitt Peak            | Spacewatch        |
| 405691 | 2005 UK327             | 29 d'octubre de 2005   | Kitt Peak            | Spacewatch        |
| 405692 | 2005 UH338             | 1 d'octubre de 2005    | Mount Lemmon         | Mt. Lemmon Survey |
| 405693 | 2005 UX344             | 29 d'octubre de 2005   | Mount Lemmon         | Mt. Lemmon Survey |
| 405694 | 2005 UO362             | 27 d'octubre de 2005   | Kitt Peak            | Spacewatch        |
| 405695 | 2005 UU366             | 22 d'octubre de 2005   | Kitt Peak            | Spacewatch        |
| 405696 | 2005 UG388             | 26 d'octubre de 2005   | Kitt Peak            | Spacewatch        |
| 405697 | 2005 UH398             | 30 d'octubre de 2005   | Socorro              | LINEAR            |
| 405698 | 2005 UO418             | 7 d'octubre de 2005    | Mount Lemmon         | Mt. Lemmon Survey |
| 405699 | 2005 UC491             | 10 d'octubre de 2005   | Catalina             | CSS               |
| 405700 | 2005 UG500             | 27 d'octubre de 2005   | Anderson Mesa        | LONEOS            |

## 405701-405800
| Nom    | Designació provisional | Data de descobriment   | Lloc de descobriment | Descobridor/s     |
| ------ | ---------------------- | ---------------------- | -------------------- | ----------------- |
| 405701 | 2005 UX514             | 22 d'octubre de 2005   | Apache Point         | A. C. Becker      |
| 405702 | 2005 UV521             | 26 d'octubre de 2005   | Apache Point         | A. C. Becker      |
| 405703 | 2005 UZ527             | 30 de setembre de 2005 | Mount Lemmon         | Mt. Lemmon Survey |
| 405704 | 2005 VV59              | 25 d'octubre de 2005   | Kitt Peak            | Spacewatch        |
| 405705 | 2005 VH64              | 1 de novembre de 2005  | Mount Lemmon         | Mt. Lemmon Survey |
| 405706 | 2005 VK65              | 1 de novembre de 2005  | Mount Lemmon         | Mt. Lemmon Survey |
| 405707 | 2005 VZ65              | 1 de novembre de 2005  | Mount Lemmon         | Mt. Lemmon Survey |
| 405708 | 2005 VX86              | 28 d'octubre de 2005   | Mount Lemmon         | Mt. Lemmon Survey |
| 405709 | 2005 VR91              | 28 d'octubre de 2005   | Mount Lemmon         | Mt. Lemmon Survey |
| 405710 | 2005 VA131             | 1 de novembre de 2005  | Apache Point         | A. C. Becker      |
| 405711 | 2005 VN135             | 12 de novembre de 2005 | Kitt Peak            | Spacewatch        |
| 405712 | 2005 WJ28              | 21 de novembre de 2005 | Kitt Peak            | Spacewatch        |
| 405713 | 2005 WK35              | 22 de novembre de 2005 | Kitt Peak            | Spacewatch        |
| 405714 | 2005 WO36              | 22 de novembre de 2005 | Kitt Peak            | Spacewatch        |
| 405715 | 2005 WU39              | 25 de novembre de 2005 | Mount Lemmon         | Mt. Lemmon Survey |
| 405716 | 2005 WR42              | 21 de novembre de 2005 | Kitt Peak            | Spacewatch        |
| 405717 | 2005 WB66              | 5 de novembre de 2005  | Kitt Peak            | Spacewatch        |
| 405718 | 2005 WK79              | 25 de novembre de 2005 | Kitt Peak            | Spacewatch        |
| 405719 | 2005 WR103             | 31 d'octubre de 2005   | Catalina             | CSS               |
| 405720 | 2005 WT114             | 28 de novembre de 2005 | Catalina             | CSS               |
| 405721 | 2005 WR143             | 22 de novembre de 2005 | Kitt Peak            | Spacewatch        |
| 405722 | 2005 WV157             | 30 d'octubre de 2005   | Mount Lemmon         | Mt. Lemmon Survey |
| 405723 | 2005 WF163             | 29 de novembre de 2005 | Kitt Peak            | Spacewatch        |
| 405724 | 2005 WJ172             | 4 de novembre de 2005  | Kitt Peak            | Spacewatch        |
| 405725 | 2005 WC211             | 29 de novembre de 2005 | Kitt Peak            | Spacewatch        |
| 405726 | 2005 XJ                | 1 de desembre de 2005  | Junk Bond            | D. Healy          |
| 405727 | 2005 XS23              | 2 de desembre de 2005  | Socorro              | LINEAR            |
| 405728 | 2005 XQ25              | 4 de desembre de 2005  | Mount Lemmon         | Mt. Lemmon Survey |
| 405729 | 2005 XN40              | 5 de desembre de 2005  | Mount Lemmon         | Mt. Lemmon Survey |
| 405730 | 2005 XM64              | 6 de desembre de 2005  | Kitt Peak            | Spacewatch        |
| 405731 | 2005 YS7               | 22 de desembre de 2005 | Kitt Peak            | Spacewatch        |
| 405732 | 2005 YQ12              | 21 de desembre de 2005 | Kitt Peak            | Spacewatch        |
| 405733 | 2005 YR13              | 27 d'octubre de 2005   | Mount Lemmon         | Mt. Lemmon Survey |
| 405734 | 2005 YA15              | 6 de novembre de 2005  | Mount Lemmon         | Mt. Lemmon Survey |
| 405735 | 2005 YR22              | 24 de desembre de 2005 | Kitt Peak            | Spacewatch        |
| 405736 | 2005 YV25              | 24 de desembre de 2005 | Kitt Peak            | Spacewatch        |
| 405737 | 2005 YD26              | 24 de desembre de 2005 | Kitt Peak            | Spacewatch        |
| 405738 | 2005 YT30              | 22 de desembre de 2005 | Kitt Peak            | Spacewatch        |
| 405739 | 2005 YT33              | 30 de novembre de 2005 | Mount Lemmon         | Mt. Lemmon Survey |
| 405740 | 2005 YT39              | 22 de desembre de 2005 | Kitt Peak            | Spacewatch        |
| 405741 | 2005 YV40              | 25 de desembre de 2005 | Mount Lemmon         | Mt. Lemmon Survey |
| 405742 | 2005 YD58              | 24 de desembre de 2005 | Kitt Peak            | Spacewatch        |
| 405743 | 2005 YV67              | 5 de desembre de 2005  | Mount Lemmon         | Mt. Lemmon Survey |
| 405744 | 2005 YA70              | 1 d'octubre de 2005    | Mount Lemmon         | Mt. Lemmon Survey |
| 405745 | 2005 YW77              | 24 de desembre de 2005 | Kitt Peak            | Spacewatch        |
| 405746 | 2005 YF81              | 4 de desembre de 2005  | Mount Lemmon         | Mt. Lemmon Survey |
| 405747 | 2005 YT105             | 25 de desembre de 2005 | Kitt Peak            | Spacewatch        |
| 405748 | 2005 YE106             | 25 de desembre de 2005 | Kitt Peak            | Spacewatch        |
| 405749 | 2005 YX107             | 4 de desembre de 2005  | Mount Lemmon         | Mt. Lemmon Survey |
| 405750 | 2005 YJ109             | 25 de desembre de 2005 | Kitt Peak            | Spacewatch        |
| 405751 | 2005 YX117             | 25 de desembre de 2005 | Kitt Peak            | Spacewatch        |
| 405752 | 2005 YT122             | 24 de desembre de 2005 | Socorro              | LINEAR            |
| 405753 | 2005 YF127             | 30 d'octubre de 2005   | Mount Lemmon         | Mt. Lemmon Survey |
| 405754 | 2005 YK129             | 24 de desembre de 2005 | Kitt Peak            | Spacewatch        |
| 405755 | 2005 YC133             | 26 de desembre de 2005 | Kitt Peak            | Spacewatch        |
| 405756 | 2005 YK133             | 26 de desembre de 2005 | Kitt Peak            | Spacewatch        |
| 405757 | 2005 YK138             | 26 de desembre de 2005 | Kitt Peak            | Spacewatch        |
| 405758 | 2005 YO148             | 25 de desembre de 2005 | Kitt Peak            | Spacewatch        |
| 405759 | 2005 YJ149             | 25 de desembre de 2005 | Kitt Peak            | Spacewatch        |
| 405760 | 2005 YN151             | 25 de desembre de 2005 | Kitt Peak            | Spacewatch        |
| 405761 | 2005 YD152             | 27 de desembre de 2005 | Mount Lemmon         | Mt. Lemmon Survey |
| 405762 | 2005 YO180             | 29 de desembre de 2005 | Mauna Kea            | D. J. Tholen      |
| 405763 | 2005 YS183             | 27 de desembre de 2005 | Kitt Peak            | Spacewatch        |
| 405764 | 2005 YF184             | 27 de desembre de 2005 | Kitt Peak            | Spacewatch        |
| 405765 | 2005 YW185             | 30 de desembre de 2005 | Kitt Peak            | Spacewatch        |
| 405766 | 2005 YW189             | 30 de desembre de 2005 | Kitt Peak            | Spacewatch        |
| 405767 | 2005 YA203             | 25 de desembre de 2005 | Kitt Peak            | Spacewatch        |
| 405768 | 2005 YP218             | 30 de desembre de 2005 | Mount Lemmon         | Mt. Lemmon Survey |
| 405769 | 2005 YY223             | 24 de desembre de 2005 | Kitt Peak            | Spacewatch        |
| 405770 | 2005 YV224             | 5 de desembre de 2005  | Kitt Peak            | Spacewatch        |
| 405771 | 2005 YW228             | 25 de desembre de 2005 | Mount Lemmon         | Mt. Lemmon Survey |
| 405772 | 2005 YW239             | 29 de desembre de 2005 | Kitt Peak            | Spacewatch        |
| 405773 | 2005 YX252             | 29 de desembre de 2005 | Kitt Peak            | Spacewatch        |
| 405774 | 2005 YF275             | 27 de desembre de 2005 | Mount Lemmon         | Mt. Lemmon Survey |
| 405775 | 2005 YC281             | 25 de desembre de 2005 | Kitt Peak            | Spacewatch        |
| 405776 | 2006 AP                | 1 de gener de 2006     | Catalina             | CSS               |
| 405777 | 2006 AZ                | 2 de gener de 2006     | Socorro              | LINEAR            |
| 405778 | 2006 AM13              | 21 de desembre de 2005 | Kitt Peak            | Spacewatch        |
| 405779 | 2006 AB22              | 5 de gener de 2006     | Catalina             | CSS               |
| 405780 | 2006 AZ34              | 4 de gener de 2006     | Kitt Peak            | Spacewatch        |
| 405781 | 2006 AN35              | 28 de desembre de 2005 | Kitt Peak            | Spacewatch        |
| 405782 | 2006 AX35              | 27 d'octubre de 2005   | Mount Lemmon         | Mt. Lemmon Survey |
| 405783 | 2006 AE43              | 6 de gener de 2006     | Kitt Peak            | Spacewatch        |
| 405784 | 2006 AD44              | 7 de gener de 2006     | Anderson Mesa        | LONEOS            |
| 405785 | 2006 AP48              | 8 de gener de 2006     | Mount Lemmon         | Mt. Lemmon Survey |
| 405786 | 2006 AN53              | 5 de gener de 2006     | Kitt Peak            | Spacewatch        |
| 405787 | 2006 AN58              | 4 de gener de 2006     | Kitt Peak            | Spacewatch        |
| 405788 | 2006 AV64              | 25 de desembre de 2005 | Kitt Peak            | Spacewatch        |
| 405789 | 2006 AP66              | 9 de gener de 2006     | Kitt Peak            | Spacewatch        |
| 405790 | 2006 AO68              | 5 de gener de 2006     | Mount Lemmon         | Mt. Lemmon Survey |
| 405791 | 2006 AF72              | 6 de gener de 2006     | Mount Lemmon         | Mt. Lemmon Survey |
| 405792 | 2006 AC73              | 7 de gener de 2006     | Mount Lemmon         | Mt. Lemmon Survey |
| 405793 | 2006 AU80              | 7 de gener de 2006     | Mount Lemmon         | Mt. Lemmon Survey |
| 405794 | 2006 AS84              | 6 de gener de 2006     | Socorro              | LINEAR            |
| 405795 | 2006 AT86              | 7 de gener de 2006     | Anderson Mesa        | LONEOS            |
| 405796 | 2006 AX100             | 9 de gener de 2006     | Kitt Peak            | Spacewatch        |
| 405797 | 2006 BG1               | 7 de gener de 2006     | Mount Lemmon         | Mt. Lemmon Survey |
| 405798 | 2006 BQ22              | 10 de gener de 2006    | Mount Lemmon         | Mt. Lemmon Survey |
| 405799 | 2006 BT30              | 20 de gener de 2006    | Kitt Peak            | Spacewatch        |
| 405800 | 2006 BQ37              | 7 de gener de 2006     | Mount Lemmon         | Mt. Lemmon Survey |

## 405801-405900
| Nom    | Designació provisional | Data de descobriment   | Lloc de descobriment | Descobridor/s     |
| ------ | ---------------------- | ---------------------- | -------------------- | ----------------- |
| 405801 | 2006 BZ38              | 6 de novembre de 2005  | Mount Lemmon         | Mt. Lemmon Survey |
| 405802 | 2006 BY39              | 20 de gener de 2006    | Kitt Peak            | Spacewatch        |
| 405803 | 2006 BS46              | 23 de gener de 2006    | Mount Lemmon         | Mt. Lemmon Survey |
| 405804 | 2006 BR48              | 25 de gener de 2006    | Kitt Peak            | Spacewatch        |
| 405805 | 2006 BZ50              | 25 de gener de 2006    | Catalina             | CSS               |
| 405806 | 2006 BT53              | 25 de gener de 2006    | Kitt Peak            | Spacewatch        |
| 405807 | 2006 BQ54              | 25 de gener de 2006    | Kitt Peak            | Spacewatch        |
| 405808 | 2006 BS57              | 23 de gener de 2006    | Kitt Peak            | Spacewatch        |
| 405809 | 2006 BZ59              | 25 de gener de 2006    | Kitt Peak            | Spacewatch        |
| 405810 | 2006 BL71              | 23 de gener de 2006    | Kitt Peak            | Spacewatch        |
| 405811 | 2006 BQ72              | 23 de gener de 2006    | Kitt Peak            | Spacewatch        |
| 405812 | 2006 BH75              | 23 de gener de 2006    | Kitt Peak            | Spacewatch        |
| 405813 | 2006 BC77              | 23 de gener de 2006    | Mount Lemmon         | Mt. Lemmon Survey |
| 405814 | 2006 BL83              | 8 de gener de 2006     | Kitt Peak            | Spacewatch        |
| 405815 | 2006 BN84              | 24 de desembre de 2005 | Kitt Peak            | Spacewatch        |
| 405816 | 2006 BV94              | 26 de gener de 2006    | Kitt Peak            | Spacewatch        |
| 405817 | 2006 BQ100             | 28 de gener de 2006    | Catalina             | CSS               |
| 405818 | 2006 BK101             | 23 de gener de 2006    | Mount Lemmon         | Mt. Lemmon Survey |
| 405819 | 2006 BJ102             | 23 de gener de 2006    | Mount Lemmon         | Mt. Lemmon Survey |
| 405820 | 2006 BV113             | 25 de gener de 2006    | Kitt Peak            | Spacewatch        |
| 405821 | 2006 BA114             | 25 de gener de 2006    | Kitt Peak            | Spacewatch        |
| 405822 | 2006 BV123             | 26 de gener de 2006    | Kitt Peak            | Spacewatch        |
| 405823 | 2006 BE126             | 26 de gener de 2006    | Kitt Peak            | Spacewatch        |
| 405824 | 2006 BM136             | 5 de desembre de 2005  | Mount Lemmon         | Mt. Lemmon Survey |
| 405825 | 2006 BC137             | 25 de gener de 2006    | Kitt Peak            | Spacewatch        |
| 405826 | 2006 BW137             | 28 de gener de 2006    | Mount Lemmon         | Mt. Lemmon Survey |
| 405827 | 2006 BM139             | 28 de gener de 2006    | Mount Lemmon         | Mt. Lemmon Survey |
| 405828 | 2006 BX141             | 26 de gener de 2006    | Kitt Peak            | Spacewatch        |
| 405829 | 2006 BJ143             | 27 de gener de 2006    | Mount Lemmon         | Mt. Lemmon Survey |
| 405830 | 2006 BB145             | 9 de gener de 2006     | Kitt Peak            | Spacewatch        |
| 405831 | 2006 BC152             | 25 de gener de 2006    | Kitt Peak            | Spacewatch        |
| 405832 | 2006 BW153             | 25 de gener de 2006    | Kitt Peak            | Spacewatch        |
| 405833 | 2006 BQ158             | 25 de desembre de 2005 | Mount Lemmon         | Mt. Lemmon Survey |
| 405834 | 2006 BM159             | 26 de gener de 2006    | Kitt Peak            | Spacewatch        |
| 405835 | 2006 BB179             | 7 de gener de 2006     | Mount Lemmon         | Mt. Lemmon Survey |
| 405836 | 2006 BD179             | 27 de gener de 2006    | Mount Lemmon         | Mt. Lemmon Survey |
| 405837 | 2006 BV182             | 27 de gener de 2006    | Mount Lemmon         | Mt. Lemmon Survey |
| 405838 | 2006 BZ185             | 5 de gener de 2006     | Mount Lemmon         | Mt. Lemmon Survey |
| 405839 | 2006 BO199             | 30 de gener de 2006    | Kitt Peak            | Spacewatch        |
| 405840 | 2006 BP203             | 13 d'abril de 2001     | Kitt Peak            | Spacewatch        |
| 405841 | 2006 BF212             | 31 de gener de 2006    | Kitt Peak            | Spacewatch        |
| 405842 | 2006 BQ223             | 30 de gener de 2006    | Kitt Peak            | Spacewatch        |
| 405843 | 2006 BT227             | 26 de gener de 2006    | Kitt Peak            | Spacewatch        |
| 405844 | 2006 BM229             | 5 de desembre de 2005  | Mount Lemmon         | Mt. Lemmon Survey |
| 405845 | 2006 BJ230             | 23 de gener de 2006    | Kitt Peak            | Spacewatch        |
| 405846 | 2006 BS248             | 31 de gener de 2006    | Kitt Peak            | Spacewatch        |
| 405847 | 2006 BR255             | 31 de gener de 2006    | Catalina             | CSS               |
| 405848 | 2006 BQ278             | 26 de gener de 2006    | Kitt Peak            | Spacewatch        |
| 405849 | 2006 BA280             | 23 de gener de 2006    | Kitt Peak            | Spacewatch        |
| 405850 | 2006 BN283             | 22 de gener de 2006    | Mount Lemmon         | Mt. Lemmon Survey |
| 405851 | 2006 CZ10              | 7 de gener de 2006     | Mount Lemmon         | Mt. Lemmon Survey |
| 405852 | 2006 CS12              | 1 de febrer de 2006    | Kitt Peak            | Spacewatch        |
| 405853 | 2006 CA15              | 8 de gener de 2006     | Mount Lemmon         | Mt. Lemmon Survey |
| 405854 | 2006 CE58              | 22 de gener de 2006    | Mount Lemmon         | Mt. Lemmon Survey |
| 405855 | 2006 CW66              | 4 d'agost de 2003      | Kitt Peak            | Spacewatch        |
| 405856 | 2006 DB10              | 23 de gener de 2006    | Kitt Peak            | Spacewatch        |
| 405857 | 2006 DA53              | 24 de febrer de 2006   | Kitt Peak            | Spacewatch        |
| 405858 | 2006 DU55              | 24 de febrer de 2006   | Mount Lemmon         | Mt. Lemmon Survey |
| 405859 | 2006 DP61              | 24 de febrer de 2006   | Mount Lemmon         | Mt. Lemmon Survey |
| 405860 | 2006 DJ65              | 21 de febrer de 2006   | Catalina             | CSS               |
| 405861 | 2006 DN80              | 24 de febrer de 2006   | Kitt Peak            | Spacewatch        |
| 405862 | 2006 DJ81              | 24 de febrer de 2006   | Kitt Peak            | Spacewatch        |
| 405863 | 2006 DJ84              | 24 de febrer de 2006   | Kitt Peak            | Spacewatch        |
| 405864 | 2006 DP90              | 24 de febrer de 2006   | Kitt Peak            | Spacewatch        |
| 405865 | 2006 DZ96              | 24 de febrer de 2006   | Mount Lemmon         | Mt. Lemmon Survey |
| 405866 | 2006 DQ98              | 26 de gener de 2006    | Kitt Peak            | Spacewatch        |
| 405867 | 2006 DJ111             | 27 de febrer de 2006   | Kitt Peak            | Spacewatch        |
| 405868 | 2006 DO111             | 20 de febrer de 2006   | Kitt Peak            | Spacewatch        |
| 405869 | 2006 DS127             | 23 de gener de 2006    | Mount Lemmon         | Mt. Lemmon Survey |
| 405870 | 2006 DL149             | 25 de febrer de 2006   | Kitt Peak            | Spacewatch        |
| 405871 | 2006 DW149             | 25 de febrer de 2006   | Kitt Peak            | Spacewatch        |
| 405872 | 2006 DS176             | 27 de febrer de 2006   | Mount Lemmon         | Mt. Lemmon Survey |
| 405873 | 2006 DW179             | 27 de setembre de 2003 | Kitt Peak            | Spacewatch        |
| 405874 | 2006 DK200             | 24 de febrer de 2006   | Palomar              | NEAT              |
| 405875 | 2006 DN210             | 20 de febrer de 2006   | Kitt Peak            | Spacewatch        |
| 405876 | 2006 DN216             | 20 de febrer de 2006   | Kitt Peak            | Spacewatch        |
| 405877 | 2006 EU3               | 3 d'octubre de 1997    | Kitt Peak            | Spacewatch        |
| 405878 | 2006 EL5               | 4 de febrer de 2006    | Mount Lemmon         | Mt. Lemmon Survey |
| 405879 | 2006 EF7               | 2 de març de 2006      | Kitt Peak            | Spacewatch        |
| 405880 | 2006 EA14              | 2 de març de 2006      | Kitt Peak            | Spacewatch        |
| 405881 | 2006 EO17              | 20 de febrer de 2006   | Kitt Peak            | Spacewatch        |
| 405882 | 2006 EL21              | 30 de gener de 2006    | Kitt Peak            | Spacewatch        |
| 405883 | 2006 EX21              | 3 de març de 2006      | Kitt Peak            | Spacewatch        |
| 405884 | 2006 EN37              | 3 de març de 2006      | Kitt Peak            | Spacewatch        |
| 405885 | 2006 EC67              | 8 de març de 2006      | Kitt Peak            | Spacewatch        |
| 405886 | 2006 EU67              | 5 de gener de 2006     | Mount Lemmon         | Mt. Lemmon Survey |
| 405887 | 2006 FO6               | 23 de març de 2006     | Mount Lemmon         | Mt. Lemmon Survey |
| 405888 | 2006 FB31              | 25 de març de 2006     | Kitt Peak            | Spacewatch        |
| 405889 | 2006 FH32              | 25 de març de 2006     | Mount Lemmon         | Mt. Lemmon Survey |
| 405890 | 2006 FQ32              | 25 de març de 2006     | Kitt Peak            | Spacewatch        |
| 405891 | 2006 FS37              | 6 de gener de 2006     | Mount Lemmon         | Mt. Lemmon Survey |
| 405892 | 2006 FJ39              | 24 de març de 2006     | Kitt Peak            | Spacewatch        |
| 405893 | 2006 GH28              | 2 d'abril de 2006      | Kitt Peak            | Spacewatch        |
| 405894 | 2006 GQ28              | 2 d'abril de 2006      | Kitt Peak            | Spacewatch        |
| 405895 | 2006 GJ40              | 6 d'abril de 2006      | Catalina             | CSS               |
| 405896 | 2006 HS8               | 4 de març de 2006      | Kitt Peak            | Spacewatch        |
| 405897 | 2006 HO16              | 20 d'abril de 2006     | Kitt Peak            | Spacewatch        |
| 405898 | 2006 HO18              | 23 de març de 2006     | Mount Lemmon         | Mt. Lemmon Survey |
| 405899 | 2006 HV18              | 18 d'abril de 2006     | Kitt Peak            | Spacewatch        |
| 405900 | 2006 HK22              | 20 d'abril de 2006     | Kitt Peak            | Spacewatch        |

## 405901-406000
| Nom    | Designació provisional | Data de descobriment   | Lloc de descobriment | Descobridor/s        |
| ------ | ---------------------- | ---------------------- | -------------------- | -------------------- |
| 405901 | 2006 HM36              | 20 d'abril de 2006     | Kitt Peak            | Spacewatch           |
| 405902 | 2006 HM56              | 23 de març de 2006     | Kitt Peak            | Spacewatch           |
| 405903 | 2006 HO64              | 24 d'abril de 2006     | Kitt Peak            | Spacewatch           |
| 405904 | 2006 HW71              | 25 d'abril de 2006     | Kitt Peak            | Spacewatch           |
| 405905 | 2006 HG72              | 25 d'abril de 2006     | Kitt Peak            | Spacewatch           |
| 405906 | 2006 HT82              | 26 d'abril de 2006     | Kitt Peak            | Spacewatch           |
| 405907 | 2006 HW98              | 26 d'abril de 2006     | Kitt Peak            | Spacewatch           |
| 405908 | 2006 HH99              | 30 d'abril de 2006     | Kitt Peak            | Spacewatch           |
| 405909 | 2006 HW103             | 9 de març de 2005      | Catalina             | CSS                  |
| 405910 | 2006 HC117             | 26 d'abril de 2006     | Mount Lemmon         | Mt. Lemmon Survey    |
| 405911 | 2006 HU120             | 30 d'abril de 2006     | Kitt Peak            | Spacewatch           |
| 405912 | 2006 HR132             | 26 d'abril de 2006     | Cerro Tololo         | M. W. Buie           |
| 405913 | 2006 JJ11              | 19 d'abril de 2006     | Kitt Peak            | Spacewatch           |
| 405914 | 2006 JX62              | 1 de maig de 2006      | Kitt Peak            | M. W. Buie           |
| 405915 | 2006 JP70              | 1 de maig de 2006      | Mauna Kea            | P. A. Wiegert        |
| 405916 | 2006 JG81              | 8 de maig de 2006      | Mount Lemmon         | Mt. Lemmon Survey    |
| 405917 | 2006 KO5               | 9 de maig de 2006      | Mount Lemmon         | Mt. Lemmon Survey    |
| 405918 | 2006 KN28              | 20 de maig de 2006     | Kitt Peak            | Spacewatch           |
| 405919 | 2006 KC37              | 21 de maig de 2006     | Mount Lemmon         | Mt. Lemmon Survey    |
| 405920 | 2006 KG48              | 21 de maig de 2006     | Kitt Peak            | Spacewatch           |
| 405921 | 2006 KW50              | 21 de maig de 2006     | Kitt Peak            | Spacewatch           |
| 405922 | 2006 KZ53              | 21 de maig de 2006     | Kitt Peak            | Spacewatch           |
| 405923 | 2006 KQ58              | 22 de maig de 2006     | Kitt Peak            | Spacewatch           |
| 405924 | 2006 KD68              | 20 de maig de 2006     | Palomar              | NEAT                 |
| 405925 | 2006 KC71              | 22 de maig de 2006     | Kitt Peak            | Spacewatch           |
| 405926 | 2006 KQ109             | 31 de maig de 2006     | Mount Lemmon         | Mt. Lemmon Survey    |
| 405927 | 2006 OR21              | 25 de juliol de 2006   | Mount Lemmon         | Mt. Lemmon Survey    |
| 405928 | 2006 PO32              | 15 d'agost de 2006     | Palomar              | NEAT                 |
| 405929 | 2006 QG3               | 17 d'agost de 2006     | Palomar              | NEAT                 |
| 405930 | 2006 QL69              | 21 d'agost de 2006     | Kitt Peak            | Spacewatch           |
| 405931 | 2006 QK82              | 25 d'agost de 2006     | Socorro              | LINEAR               |
| 405932 | 2006 QR94              | 16 d'agost de 2006     | Palomar              | NEAT                 |
| 405933 | 2006 QT185             | 28 d'agost de 2006     | Kitt Peak            | Spacewatch           |
| 405934 | 2006 RM3               | 12 de setembre de 2006 | Catalina             | CSS                  |
| 405935 | 2006 RO5               | 14 de setembre de 2006 | Catalina             | CSS                  |
| 405936 | 2006 RC28              | 14 de setembre de 2006 | Kitt Peak            | Spacewatch           |
| 405937 | 2006 RN33              | 2 de setembre de 2006  | Marly                | Observatoire Naef    |
| 405938 | 2006 RC43              | 14 de setembre de 2006 | Kitt Peak            | Spacewatch           |
| 405939 | 2006 RP48              | 14 de setembre de 2006 | Kitt Peak            | Spacewatch           |
| 405940 | 2006 RV50              | 14 de setembre de 2006 | Kitt Peak            | Spacewatch           |
| 405941 | 2006 RM53              | 14 de setembre de 2006 | Kitt Peak            | Spacewatch           |
| 405942 | 2006 RA54              | 14 de setembre de 2006 | Kitt Peak            | Spacewatch           |
| 405943 | 2006 RU57              | 15 de setembre de 2006 | Kitt Peak            | Spacewatch           |
| 405944 | 2006 RH58              | 15 de setembre de 2006 | Kitt Peak            | Spacewatch           |
| 405945 | 2006 RF75              | 15 de setembre de 2006 | Kitt Peak            | Spacewatch           |
| 405946 | 2006 RL76              | 15 de setembre de 2006 | Kitt Peak            | Spacewatch           |
| 405947 | 2006 RO86              | 15 de setembre de 2006 | Kitt Peak            | Spacewatch           |
| 405948 | 2006 RD94              | 15 de setembre de 2006 | Kitt Peak            | Spacewatch           |
| 405949 | 2006 RM105             | 14 de setembre de 2006 | Mauna Kea            | J. Masiero           |
| 405950 | 2006 RM120             | 14 de setembre de 2006 | Kitt Peak            | Spacewatch           |
| 405951 | 2006 SD1               | 16 de setembre de 2006 | Kitt Peak            | Spacewatch           |
| 405952 | 2006 SK3               | 16 de setembre de 2006 | Catalina             | CSS                  |
| 405953 | 2006 SX4               | 16 de setembre de 2006 | Palomar              | NEAT                 |
| 405954 | 2006 SA5               | 16 de setembre de 2006 | Palomar              | NEAT                 |
| 405955 | 2006 SR6               | 16 de setembre de 2006 | Siding Spring        | Siding Spring Survey |
| 405956 | 2006 SW11              | 16 de setembre de 2006 | Catalina             | CSS                  |
| 405957 | 2006 SP13              | 17 de setembre de 2006 | Socorro              | LINEAR               |
| 405958 | 2006 SW13              | 17 de setembre de 2006 | Kitt Peak            | Spacewatch           |
| 405959 | 2006 SR34              | 17 de setembre de 2006 | Catalina             | CSS                  |
| 405960 | 2006 SE44              | 17 de setembre de 2006 | Catalina             | CSS                  |
| 405961 | 2006 SR45              | 18 de setembre de 2006 | Catalina             | CSS                  |
| 405962 | 2006 SN56              | 19 de setembre de 2006 | Catalina             | CSS                  |
| 405963 | 2006 SZ61              | 18 de setembre de 2006 | Catalina             | CSS                  |
| 405964 | 2006 SP65              | 18 de setembre de 2006 | Kitt Peak            | Spacewatch           |
| 405965 | 2006 SW71              | 19 de setembre de 2006 | Kitt Peak            | Spacewatch           |
| 405966 | 2006 SN76              | 19 de setembre de 2006 | Kitt Peak            | Spacewatch           |
| 405967 | 2006 SL83              | 18 de setembre de 2006 | Kitt Peak            | Spacewatch           |
| 405968 | 2006 SG85              | 18 de setembre de 2006 | Kitt Peak            | Spacewatch           |
| 405969 | 2006 SG103             | 19 de setembre de 2006 | Kitt Peak            | Spacewatch           |
| 405970 | 2006 SJ105             | 19 de setembre de 2006 | Kitt Peak            | Spacewatch           |
| 405971 | 2006 SZ113             | 23 de setembre de 2006 | Kitt Peak            | Spacewatch           |
| 405972 | 2006 SV116             | 24 de setembre de 2006 | Kitt Peak            | Spacewatch           |
| 405973 | 2006 SJ123             | 19 de setembre de 2006 | Catalina             | CSS                  |
| 405974 | 2006 SC129             | 17 de setembre de 2006 | Catalina             | CSS                  |
| 405975 | 2006 SB132             | 16 de setembre de 2006 | Catalina             | CSS                  |
| 405976 | 2006 SR147             | 19 de setembre de 2006 | Kitt Peak            | Spacewatch           |
| 405977 | 2006 SY152             | 20 de setembre de 2006 | Kitt Peak            | Spacewatch           |
| 405978 | 2006 SV153             | 20 de setembre de 2006 | Catalina             | CSS                  |
| 405979 | 2006 SU154             | 21 de setembre de 2006 | Anderson Mesa        | LONEOS               |
| 405980 | 2006 SA156             | 29 d'agost de 2006     | Catalina             | CSS                  |
| 405981 | 2006 SO182             | 25 de setembre de 2006 | Mount Lemmon         | Mt. Lemmon Survey    |
| 405982 | 2006 SV183             | 25 de setembre de 2006 | Mount Lemmon         | Mt. Lemmon Survey    |
| 405983 | 2006 SE208             | 11 de setembre de 2006 | Catalina             | CSS                  |
| 405984 | 2006 SH208             | 26 de setembre de 2006 | Kitt Peak            | Spacewatch           |
| 405985 | 2006 SM223             | 25 de setembre de 2006 | Mount Lemmon         | Mt. Lemmon Survey    |
| 405986 | 2006 SS242             | 26 de setembre de 2006 | Kitt Peak            | Spacewatch           |
| 405987 | 2006 SZ257             | 26 de setembre de 2006 | Kitt Peak            | Spacewatch           |
| 405988 | 2006 SE281             | 29 de setembre de 2006 | Anderson Mesa        | LONEOS               |
| 405989 | 2006 SH287             | 22 de setembre de 2006 | Anderson Mesa        | LONEOS               |
| 405990 | 2006 SG294             | 17 de setembre de 2006 | Kitt Peak            | Spacewatch           |
| 405991 | 2006 SX309             | 27 de setembre de 2006 | Kitt Peak            | Spacewatch           |
| 405992 | 2006 SN310             | 27 de setembre de 2006 | Kitt Peak            | Spacewatch           |
| 405993 | 2006 SP318             | 27 de setembre de 2006 | Kitt Peak            | Spacewatch           |
| 405994 | 2006 SH333             | 28 de setembre de 2006 | Kitt Peak            | Spacewatch           |
| 405995 | 2006 SM335             | 21 de juliol de 2006   | Mount Lemmon         | Mt. Lemmon Survey    |
| 405996 | 2006 SP343             | 18 de setembre de 2006 | Kitt Peak            | Spacewatch           |
| 405997 | 2006 SM345             | 28 de setembre de 2006 | Kitt Peak            | Spacewatch           |
| 405998 | 2006 SW350             | 30 de setembre de 2006 | Catalina             | CSS                  |
| 405999 | 2006 SM353             | 30 de setembre de 2006 | Catalina             | CSS                  |
| 406000 | 2006 SG356             | 30 de setembre de 2006 | Catalina             | CSS                  |